# Liste des familles subsistantes de la noblesse française d'Ancien Régime (A à K)
Cette liste des familles subsistantes de la noblesse française d'Ancien Régime indique les familles qui étaient membres de la noblesse française à l’abolition de la noblesse héréditaire en France le 23 juin 1790, et qui subsistent de nos jours.
Ne figurent que celles qui « descendent d’un auteur en possession de la noblesse française transmissible par acte émanant du pouvoir souverain français, en ligne masculine, naturelle [sans adoption], et légitime [dans le cadre du mariage] », et ce au 23 juin 1790. Sont incluses dans la présente liste les familles éligibles comptant au moins un membre vivant (homme ou femme).
Les familles de noblesse française éteintes en France mais subsistant à l'étranger sont incluses dans cette liste. À contrario, les familles françaises subsistantes qui tirent leur principe de noblesse d'un souverain étranger (noblesse étrangère), et qui n'ont pas été maintenues ou reconnues nobles en France (r.n.f.), n'y sont pas incluses.
Le droit nobiliaire français ne fait toutefois pas l'objet d'un consensus. Philippe du Puy de Clinchamps écrit que les décharges du droit de franc-fief après 1579 et le vote avec la noblesse lors de l'élection des députés aux États généraux de 1789 ne sont pas des preuves de noblesse.

## Caractéristiques

### Mentions
Parmi les familles anoblies, certaines ont la mention : anobli (confirmé) ou anobli (maintenu), ce qui signifie que la famille a été connue comme étant roturière, mais qu'un jugement de confirmation ou de maintenue de noblesse leur a valu anoblissement par prescription centenaire. C'est le cas des maintenues en la noblesse valant anoblissement.
D'autres ont : anobli (relief), ce qui signifie que des lettres patentes les ont relevées de la dérogeance.
Certaines familles sont dites "d'extraction" alors que leurs preuves de noblesse ne remontent pas jusqu'à l'an 1560 (date minimale de preuves pour la noblesse dite d'extraction, fixée lors des grandes recherches de noblesse en 1666, avec au moins 100 ans de noblesse à prouver).

### Titres de noblesse
Ne sont indiqués dans cette liste que les titres dits "authentiques", c'est-à-dire les titres héréditaires fondés sur un acte officiel de création ou de reconnaissance d'un souverain français, et régulièrement transmis à partir du premier titulaire jusqu'à nos jours selon leurs règles particulières de dévolution. En 2007, Régis Valette recensait 182 titres subsistants d'Ancien Régime.

### Présentation des entrées
Les familles sont répertoriées par ordre alphabétique du premier patronyme, avec dans la mesure du possible :
- l'origine de leur noblesse : noblesse d'extraction ou anoblissement ;
- en cas de noblesse d'extraction, la date de l'acte le plus ancien marquant le début de la filiation suivie, c'est-à-dire prouvée à chaque génération ;
- en cas d'anoblissement, le principe (les lettres patentes, la charge ou la fonction anoblissante, etc) et la date ;
- la ou les principales maintenues de noblesse (notamment 1666-1727) ;
- le titre de noblesse français lorsqu'il est authentique, régulier, et subsistant (donc pas le titre de courtoisie porté à l'ANF ou dans le Bottin mondain, ni les titres étrangers qui n'ont pas fait l'objet d'une reconnaissance en France par le pouvoir souverain, ni les titres éteints) ;
- la ou les provinces d'origine ;
- l'affiliation éventuelle à l'ANF.

Lorsqu'il existe des sources contradictoires il est alors mentionné : Le statut nobiliaire de cette famille ne fait pas l'objet d'un consensus.
La liste des familles classées de L à Z figure dans la seconde partie de cet article.

## Liste alphabétique des familles
- Haut – A
- B
- C
- D
- E
- F
- G
- H
- I
- J
- K
- L
- M
- N
- O
- P
- Q
- R
- S
- T
- U
- V
- W
- X
- Y
- Z

### A
- Abaquesné de Parfouru, anobli en 1715[a 1],[4], conseiller-maitre en la Cour des Comptes de Rouen en 1764, Valognes en Normandie[e 1].
- Abbadie de Barrau (d')[a 2], olim de Barrau, puis de Barrau d'Abbadie de Sus, secrétaire du roi 1732-1747 (mort en charge)[5], Sus en Béarn.
- Abbadie d'Ithorrotz (d')[a 3], secrétaire du roi 1741[6], Aroue-Ithorots-Olhaïby en Soule, Béarn.
- Abbatucci[a 4], extraction 1561, maintenu en 1773, Zicavo en Corse[e 2].
- Aboville (d')[a 5], anobli ou maintenu en 1486 par la Cour des Aides de Normandie (divergences d'auteurs), maintenue en 1666 à Caen, Normandie (Cotentin)[7].
- Absolut de La Gastine[a 6], anobli en 1470 (décharge de franc-fief)[8], maintenue en 1667[9], nouvel anoblissement 1740, La Villeneuve-en-Chevrie en Ile-de-France.
- Abzac (d')[a 7], extraction chevaleresque 1287, honneurs de la cour 1781 et 1787[10], Montastruc en Périgord[11].
- Achard de Leluardière, - de La Vente, et - de Bonvouloir[a 8], extraction chevaleresque 1366[12], Passais-la-Conception en Normandie, Poitou[13], Bretagne[14].
- Achard Joumard Tison d'Argence (Tison d'Argence relevé par contrat de mariage en 1608) olim Jourmart des Achards[a 9],[e 3], ancienne extraction 1441, Angoulême en Angoumois, Maine.
- Achon (d')[a 10], anobli par l’échevinage de Nantes en 1607, maintenue par arrêt du conseil le 3 janvier 1668, Mésanger en Loire-Atlantique[15].
- Acres de L'Aigle (des)[a 11], ancienne extraction 1491, marquis en 1653 (lettres patentes datées à Dijon, avril 1650), honneurs de la Cour, Basse-Normandie (L'Aigle). Famille éteinte en filiation masculine légitime[d 1],[Note 2].
- Adhémar (d'), olim d'Azémar de Saint-Maurice de Cazevielle[a 12], ancienne extraction 1477[16], maintenue en 1669, Lunel en Languedoc[a 13],[Note 3].
- Adhémar de Cransac (d'), - de Lantagnac, olim d'Azémar[a 14], extraction chevaleresque 1313[17], maintenue en 1668, honneurs de la cour 1765 et 1772, Languedoc.
- Adigard des Gautries[a 15], extraction, maintenue en 1599, Normandie.
- Agard de Maupas[a 16], anobli en tant que maire de Bourges 1672, marquis de Maupas en 1725, Bourges en Berry, alias d'Agard de Morogues[e 4].
- Agier de Rufosse (d')[a 17], anobli en 1652, Caen en Normandie.
- Aigneaux (d')[a 18], extraction chevaleresque 1394, maintenue 1523, 1555, 1599, 1666, Normandie.
- Aigremont (d')[a 19], extraction 1529, Normandie.
- Ailhaud de Brisis et de Castellet (d')[a 20], secrétaire du roi 1745-1756 (mort en charge) Aix-en-Provence en Provence[18].
- Aillaud de Caseneuve (d') (alias  Ailhaud de Cazeneuve)[19], secrétaire du roi 1731-1740 (mort en charge) Méouilles en Provence.
- Ainval (d')[a 21], agrégation à la noblesse 1550, maintenue en 1717, Picardie (Ponthieu)[e 5].
- Alayer de Costemore (d')[a 22], anobli en 1656 par décharge de franc-fief, Digne-les-Bains en Provence[Note 4].
- Albaret (d')[a 23], capitoul de Toulouse 1770, Languedoc.
- Albenas (d'), extraction 1510, Languedoc.
- Albert de Luynes (d'), ancienne extraction 1410, duc de Luynes 1619, duc de Chevreuse 1668, honneurs de la cour 1777, Pont-Saint-Esprit dans le Gard, Ile-de-France.
- Albignac (d'), extraction chevaleresque 1339, maintenue en 1669, honneurs de la cour 1773 et 1774, Rouergue[20].
- Albis de Razengues (d')[a 24], secrétaire du roi 1647, Toulouse.
- Albon (d')[a 25], ancienne extraction 1288, honneurs de la cour 1772 et 1786, Lyonnais. (famille éteinte en ligne masculine)
- Aldéguier (d')[a 26], capitoul de Toulouse 1603, maintenue en 1669, Toulouse[e 6].
- Aleman (d')[a 27], admission aux États du Béarn 1769, Béarn.
- Alès (d') et Alès de Corbet (d')[a 28], ancienne extraction 1445, Blésois.
- Allard (d')[a 29], extraction 1517, Vivarais.
- Allard de Grandmaison[a 30], maire d'Angers 1771, Château-du-Loir en Anjou.
- Alnoncourt (d'), olim Georges, parlement de Metz 1758-1780, Lorraine.
- Alverny (d')[a 31], extraction 1549, Languedoc.
- Amaudric du Chaffaut[a 32], secrétaire du roi 1734-1754, Digne-les-Bains en Provence.
- Amboise (d'), anobli par charges (conseiller au parlement de Bretagne 1583, avocat général au Grand Conseil 1586), lettres de chevalerie 1589, maintenue en 1668[a 33],[d 2],[21],[22],[Note 5],[Note 6], Artois (Douai).
- Amboix de Larbont (d')[a 34], extraction 1533, comté de Foix (famille éteinte en ligne masculine).
- Amédor de Mollans (d')[a 35], extraction 1555, comte de Mollans 1713, Mollans en Franche-Comté.
- Ameline de Cadeville[a 36], anobli en 1698, maintenue en 1717, Bretagne[15].
- Amonville (d')[a 37], anobli définitivement par charges au XVIIIe siècle, Vernon en Normandie.
- Amphernet de Pontbellanger (d')[a 38], extraction chevaleresque 1371, maintenue en 1464, 1666 (br. ainée éteinte), 1786 (br. cadette), honneurs de la cour 1784 et 1789, Normandie, Bretagne[23].
- Amyot d'Inville[a 39], anobli par charge 1634 et 1653, Normandie.
- Ancelin de Saint-Quentin[a 40], échevin de Saint-Jean-d'Angély 1586, Saintonge.
- Andigné (d')[a 41], extraction chevaleresque 1340, honneurs de la cour 1771 et 1787, Anjou[24].
- Andlau (d') et - Hombourg[a 42], extraction chevaleresque 1274, comte en 1750, honneurs de la cour 1738, 1764, 1773, et 1787, Alsace.
- Andras de Marcy[a 43], déchargé du droit de franc fief en 1641, maintenue en 1701, Nivernais (La Celle-sur-Nièvre).
- André (d')[a 44], anobli par charge 1637, Annot en Provence.
- André de La Fresnaye[a 45], anobli en 1725[25], Falaise en Normandie[Note 7].
- Andurain (d') et - de Maÿtie, olim Guirail[a 46], anobli par charge en 1731, admis aux États de Soule en 1691[26], Soule (Navarre) et Béarn.
- Anselme (d')[a 47], supposé ancienne extraction 1434 (filiation certaine XVIe siècle en Avignon), Joucas en Provence, Comtat-Venaissin.
- Angély (d'), ancienne extraction 1461, maintenue en 1667, Poitou, Angoumois[a 48] (famille éteinte en ligne masculine).
- Angerville d'Auvrecher (d'), extraction chevaleresque 1396, maintenue en 1666, Normandie.
- Anglade (d')[a 49], ancienne extraction chevaleresque de Guienne 1273, marquis en 1749, Guyenne. ANF 29/05/1948.
- Anterroches (d'), ancienne extraction 1478, maintenue en 1666, Auvergne.
- Anthenaise (d'), extraction chevaleresque 1391, maintenue en 1666[27], comte en 1828, La Chapelle-Anthenaise dans le Maine.
- Anthouard de Vraincourt (d'), - de Wasservas, - d'Abria[28], secrétaire du roi 1627-1650, comte en 1809 (pour la branche de Wasservas), Autun en Bourgogne.
- Antin Tournier de Vaillac (d')[29], ancienne extraction 1393, honneurs de la Cour en 1787[30], Antin en Bigorre.
- Antras (d'), extraction 1510[Note 8], maintenue en 1664, Marciac en Armagnac.
- Aquin (d')[a 50], anobli par le roi en 1669, Comtat-Venaissin (Carpentras), Ile-de-France.
- Aram de Valada (d')[a 51], capitoul de Toulouse 1706, Toulouse.
- Araquy (d')[a 52], extraction 1506, Auvergne (rattachement des porteurs du nom actuel non prouvé).
- Arbois de Jubainville (d')[a 53], anobli en 1584 par le cardinal de Lorraine, prince-évêque de Metz, Metz, Lorraine.
- Arces (d')[a 54], extraction chevaleresque 1322, honneurs de la cour 1772, Dauphiné.
- Archambault de Montfort[a 55], maire de Bourges 1751-1755, Berry[d 3].
- Arche de Pessan (d')[a 56], Parlement de Bordeaux 1626, Limousin, Guyenne[Note 9].
- Arcy (d')[a 57], extraction chevaleresque 1300, honneurs de la cour 1777, Irlande, Auvergne.
- Ardenne de Tizac (d') (alias Dardenne)[a 58], anobli (maintenue) en 1732, Villefranche-de-Rouergue en Rouergue.
- Arenberg (d')[a 59], extraction chevaleresque 1142, issue de la maison de Ligne, duc français en 1824, Hainaut.
- Arexy (d')[a 60],[a 61], capitoul de Toulouse 1781, Comté de Foix.
- Argence (d')[a 62], ancienne extraction 1448, Normandie.
- Argent de Deux-Fontaines (d'), ancienne extraction 1496, maintenues en 1641 et 1775[31], Hainaut.
- Argouges (d')[a 63], extraction chevaleresque 1223, maintenue en 1666, honneurs de la cour 1761 et 1768, Normandie[32].
- Argy (d')[a 64], extraction 1560, Champagne.
- Arjuzon (d')[a 65], secrétaire du roi 1761, Gascogne, Picardie.
- Arlot de Cumond (d') et - de Saint-Saud[a 66], ancienne extraction 1480, Périgord.
- Armagnac de Castanet (d')[a 67], extraction chevaleresque 1399, Castanet en Languedoc, Rouergue[33].
- Armand de Châteauvieux (d')[a 68], extraction 1525, Dauphiné.
- Armau de Bernède (d')[a 69], extraction 1554, Armagnac.
- Armynot du Chatelet[a 70], ancienne extraction 1495, Bourgogne.
- Arnal de Serres (d')[a 71], Chambre des comptes de Montpellier 1720, Languedoc.
- Arnaud de Vitrolles (d')[a 72], anobli par charge en 1685, Dauphiné.
- Arnoulx de Pirey[a 73], conseiller au Parlement de Besançon 1742, Franche-Comté.
- Arnoux de Maison-Rouge[a 74], anobli par charge en 1673, Auvergne.
- Aronio de Romblay[a 75], deux trésoriers à Lille, 1693-1721 et 1721-1758, Flandre.
- Aroux de La Serre (d'), extraction 1546, Quercy, Languedoc.
- Artaud de La Ferrière, échevin de Lyon 1677, Lyon.
- Arthuys (d'), anobli en 1689, Berry[34].
- Artigue de Laborde d'Arbrun (d'), anobli en 1721, Gascogne.
- Artur de La Villarmois, anobli en 1647, Normandie[35].
- Arundel d'Esquincourt de Condé, anobli en 1608, confirmé en 1676, Normandie.
- Asselin de Villequier[a 76], anobli en 1643, Normandie.
- Assier de Pompignan (d')[a 77], anobli en 1768 (Jean Assier, doyen du conseil supérieur de la Martinique), Languedoc, Martinique.
- Astorg (d')[a 78], capitoul de Toulouse 1392, honneurs de la cour 1783 et 1786, Toulouse.
- Aubarède (d')[a 79], échevin de Lyon 1677, Lyon.
- Aubé de Bracquemont[a 80], extraction 1548, Picardie, Damery en Champagne[Note 10].
- Aubert (d')[a 81], extraction 1573, Maine, Bretagne[36].
- Auber de Peyrelongue (d'), preuves de noblesse 1565, marquis en 1785, Marmande en Agenais[a 82]
- Aubert du Petit-Thouars[a 83], anobli en 1714, Touraine.
- Aubert de Trégomain[a 84], anobli par charge 1690, Bretagne[37].
- Aubert de Vincelles[a 85], secrétaire du roi 1659-1676, Normandie, Bretagne, Bourgogne[38].
- Aubin de La Messuzière[a 86], deux trésoriers à Alençon, 1748-1769, Maine.
- Aubourg de Boury[a 87], secrétaire du roi 1653-1673, marquis en 1686, Vexin, Normandie.
- Audibert de Lussan (d'), ancienne extraction 1401, Languedoc[39] (famille éteinte en ligne masculine).
- Audiffret (d') et Audiffret-Pasquier (d'), ancienne extraction 1390[d 4],[40],[e 7],[Note 11], chevalier de l'ordre du Croissant en 1463[40],[e 7],[41], duc d'Audiffret-Pasquier en 1863[d 4],[40],[e 7], Gustave Chaix d'Est-Ange indique pour la branche d'Audiffret-Pasquier « On ne voit pas que ce rameau ait été maintenu dans sa noblesse lors de la grande recherche du XVIIe siècle »[a 88], Provence.
- Audren de Kerdrel[a 89], ancienne extraction 1467, maintenue noble à Lannilis en 1481 et à Rennes en 1669, Bretagne (Finistère)[42]
- Augerot (d')[43], Parlement de Navarre, reçu aux États du Béarn pour la seigneurie de Saint-Martin, à Cosledaa (Cosledaa-Lube-Boast), Gan en Béarn[Note 12]
- Augier de Moussac et - de Crémiers[a 90], secrétaire du roi 1747-1772, Poitou (Montmorillon).
- Augustin de Bourguisson (d'), extraction 1624, Berry, Touraine, Bretagne[44].
- Aumale (d'), extraction chevaleresque 1339, honneurs de la cour, Picardie.
- Aure (d') (de Viella)[a 91], maintenue en 1699 et 1715, Nébouzan.
- Aurelle de Montmorin Saint-Hérem (d')[a 92], anobli en 1612, Auvergne.
- Aurelle de Paladines (d')[a 92], extraction chevaleresque 1360, maintenue en 1669 et 1788, Auvergne[Note 13].
- Ausbourg (d')[45], maintenue en 1668, Normandie.
- Aussaguel de Lasbordes (d') [a 93], Parlement de Toulouse 1775, Languedoc[46].
- Autard de Bragard[a 94], anobli en 1607, Dauphiné (rattachement des porteurs actuels du nom à prouver).
- Authier (du)[a 95], extraction chevaleresque 1334, honneurs de la cour, Limousin.
- Authier de Sisgau (d')[a 96], décharge du droit de franc-fief en 1657, maintenue en 1707[47],[48], Provence (Barcelonnette) (rattachement des porteurs du nom actuel à prouver).
- Autier de La Rochebriant (d')[45], extraction chevaleresque 1388, maintenue 1638, honneurs de la cour, Auvergne.
- Aux de Lescout (d')[a 97], extraction chevaleresque 1312, honneurs de la cour, Poitou.
- Auzac de Lamartinie (d')[a 98], confirmation de noblesse en tant que besoin en 1734 puis maintenue en 1777, Quercy, Agenais.
- Avène de Roberval (d') (alias Davène)[a 99], secrétaire du roi 1708-1715, Paris[d 5].
- Aviau de Ternay (d')[a 100], ancienne extraction 1490, Poitou[49].
- Avout (d') et Davout d'Auerstaedt[a 101], extraction 1547, duc en 1864 (sur réversion), Bourgogne.
- Ax de Cessales (d'), voir infra à Dax d'Axat (de) (même famille).
- Aymer de La Chevalerie[a 102], extraction chevaleresque 1397, Poitou.
- Aymery (d')[a 103], extraction 1518, Ile-de-France (Viroflay)[d 5].
- Ayrault de Saint-Hénis[a 104], maire d'Angers 1541, Anjou[d 5].
- Azémar de Fabrègues (d')[Note 14],[Note 15], ancienne extraction, Saint-Martin-de-Londres en Languedoc.

- Haut – A
- B
- C
- D
- E
- F
- G
- H
- I
- J
- K
- L
- M
- N
- O
- P
- Q
- R
- S
- T
- U
- V
- W
- X
- Y
- Z

### B
- Baciocchi-Adorno (de)[a 105], extraction 1549, maintenu en 1771, Corse[50].
- Baconnière de Salverte[a 106], secrétaire du roi 1759-1766, Landéan en Bretagne[51].
- Badereau de Saint-Martin (de)[a 107], chambre des comptes de Bretagne à Nantes 1724-1741 et 1730-1751, Poitou, Bretagne[51].
- Bagard (de)[a 108], ancienne extraction 1440, Dauphiné, Savoie.
- Baglion de la Dufferie (de)[a 109], ancienne extraction 1499, Maine.
- Baguenault de Puchesse et - de Viéville[a 110], secrétaire du roi 1750-1762, Saint-Pryvé-Saint-Mesmin en Orléanais.
- Bahezre de Lanlay, ancienne extraction 1435, maintenue en 1669, Bretagne (Trégor)[a 111],[52].
- Baillou (de)[53], ancienne extraction 1418, Touraine[d 6].
- Balalud de Saint-Jean[a 112], bourgeois honoré de Perpignan 1707, Roussillon.
- Balathier-Lantage (de)[a 113], extraction 1527, Dauphiné.
- Balby de Vernon (de), olim Cabalbi[a 114], extraction 1547, maintenue en 1668, Languedoc[54].
- Bancalis de Maurel d'Aragon (de)[a 115], extraction 1544, maintenue en 1665, Rouergue.
- Banville (de), extraction chevaleresque 1385, Normandie[d 6].
- Bar de La Garde (de), ancienne extraction 1416, maintenue en 1667, Auvergne.
- Barbara de Labelotterie de Boisséson[a 116], capitoul de Toulouse 1703, Tarn.
- Barbarin (de)[a 117], ancienne extraction 1487, maintenue en 1715, Poitou.
- Barbat du Closel[a 118], secrétaire du roi 1734, Auvergne.
- Barbeyrac de Saint-Maurice (de)[a 119], trésorier à Montpellier 1716, marquis de Saint-Maurice 1753 (Montcalm par adoption de 1889), Languedoc.
- Barbier de La Serre[a 120], cour des Aides de Bordeaux 1630-1664 et 1664-1697, Agenais.
- Barbier de Préville[a 121], secrétaire du roi 1738[55],[e 8], Ile-de-France.
- Barbier Lalobe de Felcourt, (olim Barbier de Lalobe de Felcourt), président trésorier général de France en Champagne 1741-1765 et 1765-1790, Champagne.
- Barbot (de)[a 122], capitoul de Toulouse 1763, Languedoc[d 7].
- Barbuat du Plessis de Maisonrouge (de)[a 123], anobli en 1660, Champagne.
- Bardon de Segonzac[a 124], ancienne extraction 1450, baron de Ségonzac 1623, Périgord, Auvergne.
- Baret de Limé (du)[a 125],[a 126], secrétaire du roi 1707-1724 (selon R. Valette, non corroboré par G. Chaix d'Est-Ange), Picardie.
- Baritault du Carpia (de)[a 127], secrétaire du roi 1641-1661, Guyenne (Bordeaux).
- Barjac de Raucoules (de)[a 128], extraction 1513, Vivarais.
- Baron de Montbel[a 129], anobli par charge 1730, Languedoc.
- Baroncelli-Javon (de)[a 130], ancienne extraction 1465, Florence, puis Comtat Venaissin.
- Barou de La Lombardière de Canson[a 131], secrétaire du roi 1760-1763, Vivarais (Annonay).
- Barral de La Bastie d'Arvillard (de)[a 132], anobli en 1643, marquis d'Arvillard en 1746, Dauphiné.
- Barrau (de), maintenue en 1699 (sur présentation de pièces manifestement fausses la rattachant la famille homonyme de Barrau de Muratel) [56], Rouergue.
- Barrau de Muratel (de), extraction 1539[d 7], Rouergue, Languedoc.
- Barraud de Lagerie[53], anobli en 1663[d 7], Angoumois.
- Barrigue de Fontainieu et – de Montvallon (de)[a 133], secrétaires du roi 1702 (Fontainieu) et 1702 (Montvallon), Provence (Marseille, Aix-en-Provence)[57].
- Barrin (de)[a 134], parlement de Grenoble 1685, Dauphiné[d 7].
- Barruel (de) et - de Saint-Pons[a 135], secrétaire du roi 1762-1784, Vivarais.
- Barry (de)[a 136], extraction 1556, Gascogne.
- Barthelemy de Saizieu[58], anobli en 1771 par lettres, titre de baron d'Empire en 1811 confirmé par Louis XVIII en 1816
- Barthelot de Bellefonds[53], preuves de noblesse 1591 ou anobli, maintenue en 1678, Bourgogne.
- Barthès de Montfort (de)[a 137], anobli en 1781, Languedoc.
- Barthomivat de La Besse et - de Neufville[a 138], anobli en 1752, Auvergne, Limousin[d 8].
- Barton de Montbas[a 139], ancienne extraction 1489, Marche (Guéret)[d 8].
- Basquiat de Mugriet (de) et - de Toulouzette[a 140], conseiller au parlement de Bordeaux 1762 (père 23 ans + fils 5 ans : noblesse inachevée ?) pour la branche de Mugriet, secrétaire du roi (XVIIe siècle ou XVIIIe siècle) pour la branche de Toulouzette, Gascogne.
- Bassecourt (de), anobli en 1581, Artois[a 141],[59],[60].
- Bastard (de)[a 142], trésorier à Toulouse 1690, Toulouse, Gascogne.
- Battisti (de)[a 143], extraction, maintenue en 1788, Corse[61] (non corroboré par G. Chaix d'Est-Ange).
- Batz de Trenquelléon (de)[a 144], ancienne extraction 1490, maintenue en 1667 et 1708, Gascogne.
- Baucheron de Boissoudy[a 145], secrétaire du roi 1752-1757, Berry (Issoudun).
- Baudard de Fontaine[a 146], secrétaire du roi 1713-1716, Montbazon en Touraine[Note 16].
- Baudenet d'Annoux[a 147], secrétaire du roi 1742-1762, Avallon en Bourgogne.
- Baudinet de Courcelles (de)[a 148], anobli en 1702, Lorraine.
- Baudon de Mony et - de Mony-Colchen[a 149], secrétaire du roi 1741-1762, Paris.
- Baudouin (de)[53], extraction 1544, Normandie.
- Baudreuil (de)[a 150], extraction 1529, maintenue en 1701, Nivernais, Normandie, Picardie[Note 17],[62].
- Baudry d'Asson (de)[a 151], extraction 1535, Poitou.
- Baudus de Fransures (de)[a 152], capitoul de Toulouse 1742, Quercy.
- Bauffremont (de)[a 153], extraction chevaleresque 1202, prince du Saint-Empire en 1757, comte en 1810, duc en 1818, Lorraine, Franche-Comté, Bourgogne.
- Baulny (de)[a 154], anobli en 1778, Champagne.
- Bausset-Roquefort (de)[a 155], agrégé à la noblesse par l’acquisition du fief de Roquefort en 1569, maintenue en 1668 à Marseille[Note 18],[48], marquis en 1736, Marseille, Aubagne.
- Bay (du)[a 156], maintenue en 1740 par la Cour des Aides de Montpellier, Vivarais.
- Bayard de La Vingtrie[a 157], anobli en 1786, Perche.
- Baynast de Septfontaines (de)[a 158], ancienne extraction 1478, maintenue en 1661[63], Baynast près de Béhen, Vimeu et Artois.
- Bazelaire de Lesseux (de), - de Ruppierre, - de Saulcy, et - de Boucheporn[a 159], anobli en 1705[d 9],[64], Lorraine (Saint-Dié-des-Vosges).
- Beauchef de Servigny (de)[65], anobli en 1769, Bretagne, Normandie[66].
- Beaucorps (de) et de Beaucorps-Créquy[67], ancienne extraction 1454, maintenue en 1667 en Saintonge, une branche relève Créquy en 1815[d 9], Beauce, Saintonge[68].
- Beaudéan (de)[69], ancienne extraction 1414, honneurs de la cour, Béarn.
- Beaudiez (du), ancienne extraction 1449, Bretagne (Finistère)[70],[71].
- Beaudrap (de), anobli en 1596, Normandie (Coutances)[72].
- Beauffort (de), extraction chevaleresque 1198, Artois, Belgique[a 160].
- Beaulaincourt de Marles (de), ancienne extraction 1482, vicomte de Marles en 1696, Artois.
- Beaumont d'Autichamp (de), - du Repaire, - de Verneuil, - d'Auty, et - de Beynac, extraction chevaleresque 1322, honneurs de la cour, comte en 1817, Dauphiné, Périgord.
- Beaunay (de), extraction chevaleresque 1393, Normandie.
- Beaupoil de Saint-Aulaire (de), anobli en 1599 (branche naturelle de La Luminade), maintenue en 1669, honneurs de la cour, Limousin, Périgord[73],[d 10].
- Beaurepaire (de)[74], extraction chevaleresque 1352, baron pair héréditaire en 1828, Beaurepaire-en-Bresse en Bourgogne.
- Beaurepaire de Louvagny (de) (olim Gaultier)[75], anobli en 1453 ou 1473 et 1553, Normandie (Bernay).
- Beaussier (de), chef d'escadre au XVIIIe siècle (édit militaire de 1750), Provence (Toulon). Rattachement des porteurs actuels du nom incertain.
- Beauvarlet de Moismont[76], anobli en 1717, Picardie.
- Beauvau-Craon (de)[77], extraction chevaleresque 1263, marquis de Beauvau 1664, marquis de Craon 1712, Lorraine, famille éteinte en ligne masculine[Note 19].
- Becdelièvre (de)[78], anobli en 1442, maintenue en 1669, honneurs de la cour, Bretagne, Normandie[79],[80].
- Bechet de Balan, secrétaire du roi 1782, en charge le 23 juin 1790, Champagne[81] (non conseneuel)
- Béchillon (de)[82], ancienne extraction, maintenue en 1667, Aunis, Poitou.
- Bedeau de L'Ecochère[83], échevin de Nantes en 1613, maintenue en 1669, Nantes[84],[85].
- Bégon, anoblie en 1652, Blésois[86].
- de Bégon de Larouzière[87], ancienne extraction 1460, Rouergue, Auvergne.
- Béjarry (de)[88], ancienne extraction 1480, maintenue en 1715, Poitou[89].
- Belenet (de)[90], secrétaire du roi 1740-1759, Franche-Comté.
- Belhomme de Franqueville[91], secrétaire du roi 1743-1754, Normandie.
- Bellanger de Rebourseaux (de)[92], ancienne extraction 1482, Bourgogne.
- Bellet de Tavernost et - de Saint-Trivier[93], parlement de Dombes 1690-1730, vicomte en 1825, Lyonnais.
- Belleville (de)[94], extraction 1503, Normandie.
- Bellissen-Durban (de)[95], anobli en 1490, Languedoc.
- Bellivier de Prin[96], ancienne extraction 1484, Poitou.
- Belloc de Chamborant (de)[97], capitoul de Toulouse 1647, Toulouse.
- Belloy de Saint-Liénard (de), extraction chevaleresque 1377, honneurs de la cour, Picardie.
- Belsunce (de), extraction chevaleresque 1378, honneurs de la cour, Béarn.
- Bengy de Puyvallée (de)[98], échevin de Bourges 1603, Berry.
- Benoit de La Paillonne (de)[99], parlement de Dombes 1650, Comtat Venaissin.
- Benoist d'Azy[100], maire d'Angers 1751[101], Neuvy-en-Mauges en Anjou, Nivernais.
- Benoist (de) et - de Gentissart[102], anobli (noblesse du Saint-Empire) en 1778 par Marie-Thérèse d'Autriche (1717-1780), avec le titre de baron du Saint-Empire, Hainaut.
- Benoist de La Prunarède (de)[103], extraction 1557, Languedoc.
- Benoist de Lostende[104] (noblesse inachevée au XVIIIe siècle), Restauration, anobli en 1829, Limousin[105].
- Bentzmann (de)[106], ordonnance le 12 décembre 1757 de l'intendant défendant aux consuls de soumettre Joseph de Bentzmann à la Taille en raison de sa qualité de noble, Agenais.
- Bérail (de)[107], extraction 1551, Agenais.
- Berg de Breda (de)[53], anobli en 1521, Hollande, Ile-de-France.
- Bergevin (de)[108], anobli en 1775, Anjou, Bretagne (Brest)[109].
- Bermondet de Cromières (de)[110], parlement de Paris 1538, Limousin.
- Boyer de Choisy, extraction 1550, Auvergne, Provence. Rattachement des porteurs du nom actuel incertain.
- Bernard de La Grange de Tuquo (du) (olim Dubernard), anobli en 1783, Guyenne[a 161].
- Bernard (du) ou Dubernard, capitoul de Toulouse 1785, Ariège, Toulouse[111].
- Bernard de Courville et - de La Gatinais, anobli en 1477, maintenue en 1670 et 1738, Anjou, Bretagne[112].
- Bernard de Lauzière et - de Feyssal, maintenue en 1668, Provence (Authon)[a 162].
- Bernard de Lavernette-Saint-Maurice[113], anobli en 1699, Bourgogne.
- Bernard de Montessus de Rully - et de Ballore[114], preuves de noblesse 1487 (anobli en 1470 ?), honneurs de la cour en 1785, Bourgogne.
- Bernardy de Sigoyer (de)[115], maintenue en 1708, Provence (Sigoyer)[48].
- Bernes de Longvilliers (de), ancienne extraction 1440, Boulonnais.
- Bernou de Rochetaillée[116], secrétaire du roi 1689-1709, Forez.
- Berset de Vaufleury[117], secrétaire du roi 1731-1751, Maine (Laval).
- Berterèche de Menditte (de)[118], olim du Domec d'Ossas, syndic de la noblesse en 1789, Ossas-Suhare en Pays de Soule[Note 20].
- Berthe de Pommery[119], secrétaire du roi 1695-1723, Picardie, Champagne, Paris[d 11].
- Berthelier[53], trésorier à Châlons-en-Champagne 1686-1706, confirmé en 1732, Champagne (Langres).
- Berthelot du Chesnay[120], ancienne extraction 1426, maintenue en 1669, Bretagne[121].
- Berthelot de La Glétais[122], chambre des comptes de Bretagne à Nantes XVIIIe siècle, Nantes[d 11] (rattachement à prouver).
- Berthier[123], anobli en 1763, comte Lasalle en 1809 (sur réversion), vicomte en 1821, Bourgogne.
- Berthier de Grandry, certificat de noblesse signé de quatre gentilshommes de la province pour entrer aux écoles militaires 1754[a 163], demoiselle de Saint-Cyr, chevalier de Saint-Lazare, Bourgogne, Nivernais.
- Bertier (de), admis aux États du Béarn en 1698, Béarn.
- Bertier de Sauvigny (de)[124], secrétaire du roi 1668-1671, Bourgogne (Avallon)[d 11].
- Bertoult (de) et - d'Hauteclocque d'Œufs[125], preuves de noblesse 1575, marquis d'Hauteclocque d'Œufs en 1766, Artois.
- Bertrand de Beuvron (de), ancienne extraction 1443, maintenue en 1715, Berry[a 164].
- Bertrand de Crozefon (de)[126], maintenue en 1667, Agenais[d 11].
- Bessard du Parc[53], chambre des comptes de Bretagne à Nantes 1733-1759 et 1759-1781, Bretagne (Savenay)[127].
- Bessey de Contenson (du) (alias Dubessey), anoblissement par lettres 1696, conseiller au parlement de la Dombes 1728-1754, Forez, Dombes[d 11],[128].
- Béthery de La Brosse (de), secrétaire du roi 1778-1790[d 12] ou noblesse inachevée[129], Bourgogne, (noblesse non consensuelle).
- Béthune Hesdigneul (de)[a 165] (olim Desplancques), anobli en 1606[130], honneurs de la cour 1778 et 1786, prince de Bethune Hesdigneul le 6 septembre 1781 par lettres de Joseph II, empereur du Saint-Empire, titre reconnu en France le 18 octobre 1781, Artois, Belgique.
- Beugny d'Hagerue[131], secrétaire du roi 1747-1771, Artois[d 12].
- Beuverand de La Loyère[132], parlement de Metz 1693, Bourgogne.
- Bideran et - de Béraud de Canteranne (de)[133], extraction 1523, Périgord[d 12],[134].
- Bigault de Cazanove (de), - de Parfourut, - de Fouchère, et - du Granrut, extraction 1562, Lorraine.
- Bignicourt (de), secrétaire du roi 1692, Champagne.
- Bigot de La Touanne et - de Morogues[135], échevin de Bourges 1487, Berry.
- Billeheust d'Argenton (de)[136], anobli en 1475, Normandie (Bayeux)[d 12].
- Bimard (de)[137], extraction 1533, Gard (Anduze).
- Binet de Boisgiroult de Sainte-Preuve[138], anobli en 1718[d 12], Saint-Germain-en-Laye.
- Binos de Guran (de), - de Pombarat, extraction 1542, Comminges.
- Biré (de), échevin de Nantes 1568, maintenue en 1670, Nantes[d 12].
- Bizemont (de)[139], extraction 1536, maintenue en 1631, Picardie, Melun en Ile-de-France, Orléanais.
- Bizouard de Montille[140], secrétaire du roi près le parlement de Metz 1679-1692, Bourgogne.
- Blacas d'Aulps (de) (olim de Soleilhas), extraction chevaleresque 1390, maintenue en 1666, duc de Blacas en 1821, Soleilhas en Provence.
- Blaize de Maisonneuve, anobli en 1786, Bretagne (Saint-Malo)[d 12].
- Blanc de Molinès, maintenue en 1669, Vivarais.
- Blanchard de La Buharaye et - du Val[141], extraction 1504, maintenue en 1669, Bretagne[142].
- Blanchaud (de)[143], anobli en 1778, Agenais[d 13].
- Blanchet de La Sablière[144], échevin de Lyon 1731, Bugey[145].
- Blanchetti (de)[a 166], docteur en droit d'Avignon 1572, comte en 1742, Avignon en Comtat Venaissin[d 13].
- Blanquet de Rouville et - du Chayla (de)[146], chambre des comptes de Paris 1618-1661, Serverette en Gévaudan[147].
- Blay de Gaix (de)[148], bourgeois honoré de Perpignan 1689 (de Gaïx relevé par Gabriel de Blay 1848-1917)[149], Roussillon.
- Blégiers de Pierregrosse (de) et - de Taulignan[a 167], docteur en droit d'Avignon 1623, Carpentras en Comtat Venaissin.
- Blocquel de Croix de Wismes[150], extraction 1537, maintenue en 1710, baron en 1759, Artois, Picardie[151].
- Blois de La Calande (de)[152], extraction 1537, maintenue en 1668, Champagne, Bretagne (Finistère)[153].
- Blondel de Joigny de Bellebrune[154], ancienne extraction 1480, maintenue en 1669, Flandre, Ponthieu, Guyenne.
- Bloteau (de), extraction, maintenue en 1684, Perche.
- Boberil (du)[155], extraction chevaleresque 1379, maintenue en 1668, Bretagne[156].
- Bodard de La Jacopière (de)[157], anobli en 1821, Anjou[158].
- Bodin de Galembert (de)[159], extraction 1577, maintenue en 1702 et 1706, Flandre, Sologne.
- Bodin de Saint-Laurent[160], anobli en 1654, Guyenne.
- Bodinat (de)[161], maintenue 1786, Bourbonnais
- Bodkin, dispensé du marc d'or de noblesse, 1789[162]
- Boério (de)[163], extraction 1564, maintenue par le conseil supérieur en 1783, Corse[164].
- Bois de Gaudusson (du)[53], maintenue 1699, Quercy.
- Bois de Maquillé (du)[165], ancienne extraction, maintenue à l'Intendance de Tours le 14 mars 1667 par Voisin de La Noraye, page de la Grande Ecurie le 28 mars 1710[166], Maine puis Anjou.
- Bois de Montullé (du)[167], anobli en 1530 (franc-fief), Normandie.
- Boisbaudry (du)[168], extraction chevaleresque 1377 (preuves pour les honneurs de la Cour), Bretagne[169].
- Boisberranger (du)[170], extraction 1570, Maine.
- Boisboissel (de) (olim Le Prévost)[171], extraction chevaleresque 1317, Bretagne[172],[173].
- Boisé de Courcenay (de)[174], ancienne extraction 1452, Berry.
- Boisgelin (de)[175], extraction chevaleresque 1378, honneurs de la Cour, marquis 1819, Bretagne (Saint-Brieuc)[176].
- Boisguéheneuc (du), extraction chevaleresque 1400, Bretagne[177].
- Boishamon (du) (olim Grattemy avant 1478), ancienne extraction 1427, maintenue en 1668, Bretagne[178].
- Boispéan (du), ancienne extraction 1486, maintenue en 1668, Bretagne[179].
- Boissard (de), ancienne extraction 1424, Anjou.
- Boisset de Torsiac (de), extraction 1517, maintenue en 1666[a 168],[d 14], Velay.
- Boissieu (de)[180], anobli en 1784 puis maintenue en 1787[181],[182], Lyonnais.
- Boistel d'Welles[183], anoblie par charge de secrétaire du roi en avril 1778, mort en charge[184], Picardie.
- Boisvilliers (de)[53], maintenue en 1668, Orléanais, Île Bourbon.
- Boixo de Méritens (de)[185], citoyen noble de Perpignan 1712, (de Villaret de Joyeuse par décret de 1928).
- Bon (de)[186], extraction, Comminges.
- Bonadona (de)[a 169], docteur en droit d'Avignon 1447, Italie, Comtat Venaissin.
- Bonafos de Bélinay (de), et - de Lamothe[187], anobli en 1654, Auvergne[188].
- Bonald (de) - de La Rode[189], ancienne extraction 1497, Rouergue.
- Bonamy de Villemereuil[190], anoblissement par charge de secrétaire du roi en 1740[191], Berry, Champagne.
- Bonaparte[a 170], maintenue par le Conseil supérieur de Corse en 1771. Famille impériale en 1804 dont les membres portent depuis le titre de prince. Le nom à l'état-civil est Bonaparte bien que certains membres se fassent appeler "Napoléon". Corse.
- Bonet d'Oléon (de) , et de Partouneaux[a 171], deux docteurs en droit d'Avignon en 1628 (en 1724 pour Gustave Chaix d'Est-Ange), Valréas en Comtat Venaissin.
- Bonardi du Ménil (de), chambre des Comptes de Paris 1764, baron en 1778, Digne-les-Bains en Provence[192].
- Bonchamps (de)[193], renvoyé par l'intendant devant le Conseil d'État pour preuves insuffisantes en 1666, Normandie[194].
- Bonnault d'Houët (de)[195], ancienne extraction 1437, Berry.
- Bonnay de Breuille et - de Nonancourt, extraction 1555, Lorraine.
- Bonnecaze (de)[196], admis aux États du Béarn en 1724 (admission à ces mêmes États en 1686 pour G. Chaix d'Est-Ange), Béarn, Champagne.
- Bonnechose (de)[197], extraction 1510, Normandie.
- Bonnefous de Caminel (de)[198], extraction 1557, Quercy.
- Bonnet de Viller (de)[199], ancienne extraction 1469 (noblesse d'Empire 1810 (chevalier) pour G. Chaix d'Est-Ange et donc noblesse non consensuelle), Normandie
- Bonneval (de), extraction chevaleresque 1365, honneurs de la Cour, Auvergne.
- Bonnevie de Pogniat (de), ancienne extraction 1468, Auvergne.
- Bonnin de La Bonninière de Beaumont, ancienne extraction 1450, marquis de Beaumont-La Ronce en 1757, honneurs de la cour, Touraine[200].
- Bony de Lavergne (de)[201], ancienne extraction 1401, honneurs de la cour, Limousin.
- Bordas (de)[202], bourgeois honoré de Perpignan 1661[203], Roussillon.
- Borel de Brétizel Rambures[204], anoblissement par charge 1760, Picardie.
- Borne de Granpré (de)[205], anobli en 1778, Nivernais.
- Borniol (de), extraction 1533, maintenue en 1700, Italie, Nivernais, St-Domingue[206]. Rattachement des porteurs du nom actuel incertain.
- Bos (du), anobli en 1594, Picardie.
- Boscal de Réals de Mornac, extraction 1524, Saintonge[207]
- Boscq de Beaumont (du), anoblissement 1697, révoqué 1715, secrétaire du roi 1775-1790[d 15] ou noblesse inachevée[208], Normandie (noblesse non consensuelle).
- Bosquillon de Frescheville et - de Jenlis[209], secrétaire du roi 1706-1711, Picardie (Montdidier).
- Bosredon Combrailles (de), (olim Dacbert) extraction chevaleresque 1344, Auvergne.
- Bossoreille de Ribou (de)[210], secrétaire du roi 1774-1778, Auvergne, Anjou.
- Botherel (de), anoblie en 1595, maintenue en 1668, Bretagne[211].
- Botmiliau (de)[212], ancienne extraction 1481, maintenue en 1669, Bretagne[213].
- Boüan du Chef du Bos[214], ancienne extraction 1460, maintenue en 1669, Bretagne[215]
- Bouays de Couësbouc (du)[216], ancienne extraction 1447, Bretagne[217].
- Boucaud (de)[218], secrétaire du roi 1595, Guyenne.
- Bouchard d'Aubeterre de Saint-Privat[219], olim de Saint-Privat, extraction 1553, Auvergne.
- Bouchard de La Poterie[220], secrétaire du roi 1738-1747, Anjou
- Bouchaud de Mazaubrun (du)[221], déchargé comme noble en 1756 par la cour des aides de Clermont, Limousin[222]
- Bouchelet de Vendegies[223], secrétaire du roi 1761-1782, Artois.
- Boucher d'Argis[224], Parlement de Dombes 1660, Lyonnais.
- Boucher de Boucherville[a 172], anoblissement incertain en 1708, Québec.
- Boucher de La Rupelle[225], anobli en 1612, maintenue en 1666, Bourgogne.
- Bouet du Portal (de)[226], extraction 1539, Saintonge
- Bouëtiez de Kerorguen (du)[227], ancienne extraction 1443, Bretagne[228],[229].
- Bouëxic (du) de Pinieux, de La Driennays, de Guichen[230], extraction 1562 ou anoblissements[231], vicomte (pour la branche de la Driennays) en 1657, Bretagne[232].
- Bougrenet de la Tocnaye (de), ancienne extraction, maintenue par la Chambre de Réformation de Bretagne 1668, Pays de Retz en Bretagne[233].
- Bouillé du Chariol (de)[a 173], extraction chevaleresque 1328, honneurs de la cour, Auvergne.
- Boula de Mareüil et de Coulombiers[234], secrétaire du roi 1705, Picardie, Île-de-France.
- Boulard (de)[235], anobli en 1603, Lorraine.
- Boulard de Gatellier[236], secrétaire du roi 1747-1768, Échevin de Lyon en 1778[237], Lyonnais.
- Boulard de Vaucelles[235], anobli en 1717, Paris.
- Boulet de La Boissière (du)[238], extraction, Île-de-France, Valois.
- Bouly de Lesdain, secrétaire du roi 1787-1790[d 16] ou noblesse inachevée[239], Flandres (noblesse non consensuelle).
- Bourblanc (du), ancienne extraction 1500, Bretagne[240].
- Bourbon-Busset et- Bourbon-Chalus (de), ancienne extraction 1464, comte 1586, Bourbonnais.
- Bourcier (de)[a 174], anoblissement 1572, Lorraine. (cette famille semble éteinte)
- Bourdeau de La Judie, secrétaire du roi 1762, Limousin.
- Bourdier de Beauregard, admission aux États du Béarn en 1773, Béarn.
- Bourg (du) (de Boismarquer)[241], secrétaire du roi 1701-1711, Bretagne[242].
- Bourg de Bozas-et de Luzençon (du)[243],[244], extraction 1554, Languedoc.
- Bourgeois de Boynes[245], secrétaire du roi 1719-1740, honneurs de la cour, Lyonnais[246].
- Bourgeois de Lavergne[45], maintenue en 1668, Limousin.
- Bourgoing (de)[a 175], Parlement de Paris 1522, comte en 1830, Nivernais.
- Bourlon de Rouvre, secrétaire du roi 1775-1790[d 17] ou noblesse inachevée[247], Champagne (noblesse non consensuelle).
- Bournonville (de)[248], extraction chevaleresque 1084, preuves noblesse 1574, Comte de Hénin-Liétard 1579, duc de Bournonville 1600, duc et pair 1652, prince du Saint-Empire 1658, Boulonnais.
- Bourran (de)[249], Parlement de Bordeaux 1585, Guyenne.
- Bousquet de Florian (de)[250], 2 conseillers maîtres en la chambre des comptes de Montpellier à la fin du XVIIIe siècle ou secrétaire du roi 1774-1778[251], Languedoc (Montpellier).
- Boussac (de)[252], capitoul de Toulouse 1720, Languedoc. (porte les armes d'une famille homonyme éteinte)
- Boussiers (de)[253], extraction 1559, Périgord[254]. G. Chaix d'Est-Ange ne donne la filiation prouvée que depuis 1590.
- Boussineau (de)[255], échevin de Nantes en 1668, Bretagne[256].
- Bout de Marnhac[257], secrétaire du roi 1747-1769 (non corroboré par G. Chaix d'Est-Ange), Rouergue, Gévaudan.
- Boutaud de Lavilléon (de)[a 176], anobli par L.P de Louis XVIII du 29 mars 1823, Tournon en Vivarais.
- Boutechoux de Chavanes (de)[258], anoblie en 1471 par charge de conseiller-maître des requêtes du duc de Bourgogne[259], comte en 1765, Franche-Comté.
- Boutiny (de), extraction 1531, Hyères en Provence.
- Boutray (de), échevin de Paris 1735, baron 1830, Île-de-France[260].
- Bouvet (de), anobli en 1501, baron en 1724, Barrois[261].
- Bouvier (de), anobli en 1566, Lorraine[262].
- Boux de Casson, anoblissement par charge 1602, maintenue 1668, Bretagne[263].
- Boyer de Castanet de Tauriac (de)[264], extraction 1538, Languedoc
- Boyer d'Éguilles (de)[a 177], Parlement de Provence 1571, marquis d'Argens en 1722[265], Ollioules, puis Éguilles en Provence[266],[267].
- Boyer de Fonscolombe de La Môle[a 178], secrétaire du roi 1724, Aix-en-Provence en Provence.
- Boys (du)[a 179], anobli en 1816, Dauphiné.
- Boys de Riocour (du), (olim Dubois et du Bois de Riocourt) anobli en 1622, comte en 1763, Lorraine[268].
- Brac de La Perrière- et de Bourdonnel[a 180], échevin de Lyon 1737, Beaujolais.
- Brach (de), secrétaire du roi 1571, Guyenne, Poitou.
- Bragelongne (de)[a 181], chambre des Comptes Paris 1580, Île-de-France.
- Branges de Bourcia (de), reconnu noble 1734, lettres de relief 1747, Franche-Comté[a 182].
- Braquilanges (de)[a 183], anobli (relief) en 1720, Bas-Limousin.
- Bras de Fer (de)[a 184], anobli (franc-fief) en 1470, Normandie.
- Brassier de Jocas (de)[a 185], ancienne extraction 1477, Pernes-les-Fontaines en Comtat Venaissin.
- Bréart de Boisanger[a 186], secrétaire du roi 1688, maintenue 1701, Bretagne[269].
- Brébisson (de)[a 187] ancienne extraction 1492 (maintenue noble en 1599 puis 1666)[270], Normandie.
- Breil de Pontbriand de la Caunelaye (du), extraction chevaleresque 1399, comte en 1650, Bretagne[271].
- Brem (de), anobli en 1725, Lorraine.
- Brémond d'Ars (de), extraction chevaleresque 1340, maintenue 1666, Saintonge[272].
- Bressy de Guast (de)[273], anobli par le pape Pie VI en 1781, Gordes en Provence, Comtat Venaissin.
- Brettes (de), extraction 1537, Poitou.
- Breuil-Hélion de La Guéronnière (du)[274], ancienne extraction 1413, Poitou.
- Brévedent d'Ablon (de) et - du Plessis, anobli (confirmé) en 1596, Normandie (Lisieux).
- Brezetz (de)[275], anoblie par charge au XVIIIe siècle, Guyenne.
- Briançon (de)- (Alias Brianson)-[276], extraction, maintenue 1667, Périgord.
- Bridiers (de)[277], ancienne extraction 1425, Limousin.
- Brie (de)[278], extraction 1562, Limousin.
- Briet de Rainvillers, anobli en 1701[a 188] puis anoblissement révoqué en 1715, secrétaire du roi 1743, Picardie (Abbeville).
- Briey (de)[279], extraction chevaleresque 1247, honneurs de la cour, Barrois[280].
- Brillet de Candé- et de Villemorge, filiation suivie depuis 1547 et agrégation à la noblesse vers 1617[281].
- Brindejonc de Bermingham de Tréglodé[282], maintenue 1818, Bretagne.
- Brisset de Morcour[283], anobli en 1782, Normandie.
- Broc (de)[284], ancienne extraction 1483, honneurs de la cour, Anjou, Bretagne[285].
- Broch d'Hotelans (de)[286], Parlement de Dôle 1652, Franche-Comté
- Brochant de Villiers[287], cour des monnaies de Paris 1703, Paris.
- Brochard de La Rochebrochard[288], ancienne extraction 1438, Poitou[289].
- Broglie (de), extraction chevaleresque 1394, duc par L.P. de juin 1742[290], princes du Saint-Empire par diplôme du 28 mai 1759, Chieri en Piémont, Normandie.
- Brommer (de)[a 189], r.n.f. 1788, Hambourg, Bordelais.
- Brondeau d'Urtières (de)[291], secrétaire du roi 1785 (charge acquise en 1768 - mort en charge 1785), Libourne en Guyenne.
- Brossard (de)[292], extraction 1598, Normandie.
- Brosse (de) olim Desbrosses ou des Brosses[293], filiation 1605, branche cadette (éteinte) condamnée en 1667 puis maintenue en 1717, branche aînée (subsistante) maintenue en 1697 et en 1708 sur preuves de 1535 mais inquiétée d'où maintenue par le Conseil d'État en 1716, Beaujolais.
- Brosses (de)[294], extraction 1530, Savoie, Bourgogne.
- Brossin de Méré (de)[295], extraction chevaleresque 1369, Touraine, Anjou.
- Brossin de Saint-Didier (de)[296], secrétaire du roi 1751, Normandie.
- Bruc (de), et de Malestroit de Bruc[297], ancienne extraction 1439, marquis en 1682, (a relevé Montplaisir en 1861 et Chabans en 1924), Bretagne[298].
- Bruce (de)[299], extraction en Écosse, r.n.f. 1715, Poitou.
- Bruchard (de)[300], ancienne extraction 1485 ou extraction 1550, Limousin.
- Brun (de) et de Brun du Bois Noir, extraction 1519, maintenue en 1667, Velay, Auvergne[a 190].
- Brunet d'Evry[301], secrétaire du roi 1667, marquis d'Evry en 1724, Bourgogne.
- Brunet de La Charie[302], preuves de noblesse 1631, maintenue 1718, Poitou[303]
- Brunet de Sairigné[302], charge anoblissante de Trésorier de France en 1734, lettres d'honneur en 1754, lettres patentes de confirmation de noblesse en 1755, Poitou[303]
- Brunier (de)[a 191], anobli par L.P. en avril 1663, Comtat Venaissin, Vendômois.
- Brunville (de), maintenue 1667, Normandie.
- Bryas (de), ancienne extraction 1414, Artois[304].
- Brye (de)[a 192], secrétaire du roi en l'Hôtel de Ville de Metz 1712, Picardie.
- Buchère de L'Épinois (de)[305], Lettres Patentes de trésorier royal du 23 mai 1740[306], Picardie[307].
- Bucy (de), extraction 1535, Picardie.
- Budes de Guébriant[308], extraction chevaleresque 1300, honneurs de la cour, Bretagne[309].
- Buhan (de)[310], anobli en 1786, Bordelais.
- Buisson de Courson (du)[311], preuves de noblesse 1636, maintenue 1701, Normandie.
- Buor de Villeneuve (de) et de La Voy, extraction 1545, Poitou.
- Bureau de Pusy Lafayette[312], anoblissement chambre des comptes de Dole 1737, (Dumotier de Lafayette par décret de 1892 et 1928)[313], Franche-Comté.
- Buretel de Chassey (de)[314], anobli en 1607 (autorisation de reprise de noblesse maternelle de la famille Grégoire)[b 2], Franche-Comté.
- Burignot de Varenne[315], Chambre des comptes de Dole 1706-1730, Bourgogne[b 2].
- Busnel (de)[316], anoblissement 1592, maintenue 1669, Bretagne[317]. (Famille éteinte en ligne masculine).
- Busquet de Caumont[318], anoblissement 1460 ou extraction 1542, Normandie.
- Butler (de), r.n.f. par certificat de noblesse du 1er mars 1760, titres enregistrés à Saint-Domingue en 1770[319], ancienne extraction, Irlande, Aunis, Saint Domingue
- Buyer-Mimeure (de) et Buyer (de)[a 193], maintenue de noblesse en 1772 à Besançon par le Parlement de Franche-Comté[320], (a relevé "Mimeure"  de la famille Fyot de Mimeure éteinte en 1874), Agenais, Franche-Comté. (non consensus, voir l'article de Gustave Chaix d'Est-Ange)
- Buzelet (de), ancienne extraction 1486, Maine, Lorraine[a 194]. Rattachement des porteurs actuels du nom incertain.

- Haut – A
- B
- C
- D
- E
- F
- G
- H
- I
- J
- K
- L
- M
- N
- O
- P
- Q
- R
- S
- T
- U
- V
- W
- X
- Y
- Z

### C
- Cabannes de Cauna (de), anobli en 1714, confirmé en 1756 (?), Gascogne[a 195],[b 2],[321]. Les lettres d'anoblissement achetées en 1714 auraient été confirmées en 1756 (source : Cadets de Gascogne, par Jacques de Cauna)[réf. à confirmer]
- Cacqueray-Valménier (de) et de Cacqueray de Saint-Quentin[322], ancienne extraction 1470, Normandie[323].
- Cadaran de Saint-Mars (de)[324], ancienne extraction 1460, Bretagne[325].
- Cadenet (de)[326], anobli en 1549[327], maintenue 1693, Salon-de-Provence en Provence, Bretagne[328].
- Cadier de Veauce[329], extraction 1524, Bourbonnais.
- Cadoine de Gabriac (de)[330], extraction chevaleresque 1279, maintenue par Bezons le 3 décembre 1668[147],[331],[332], Honneurs de la cour le 24 mars 1789, Pair de France le 20 juillet 1841, Gévaudan, Languedoc[333].
- Cadolle (de)[334], ancienne extraction 1439, Languedoc[335].
- Cadoret (de)[336], échevin de Nantes 1641, maintenu 1669, Bretagne[337].
- Cadoudal (de), anobli en 1815, Bretagne[338].
- Caillard d'Aillières[339], maintenue en 1671, Maine.
- Caillebot de La Salle (de)[340], extraction 1543, marquis de La Salle 1673, Normandie, Île-de-France.
- Calbiac (de)[341], maintenue en 1778, confirmation de noblesse en 1817, Agenais.
- Calignon (de)[342], anoblissement 1592 confirmé en 1602, Dauphiné, Limousin.
- Calmès (de), agrégés à la noblesse au XVIe siècle, maintenue en 1669, Aude[a 196].
- Calonne d'Avesnes (de)[343], extraction 1532, Picardie.
- Camaret (de)[a 197], docteur en droit d'Avignon 1635, Caromb puis Pernes-les-Fontaines en Comtat Venaissin.
- Cambolas (de), conseiller au Parlement de Toulouse le 30 mai 1592[344], Rouergue, Languedoc.
- Cambourg (de)[345], extraction[346] (non consensuel)[347], filiation prouvée 1651[348] (non consensuel)[347], maintenue noble en 1669[349], Poitou.
- Campe de Rosamel (du), anobli en 1671, Brabant, Boulonnais.
- Campou de Grimaldi-Regusse (de)[350], secrétaire du roi 1724, Marseille en Provence.
- Canat de Chizy[351], secrétaire du roi 1703, Bourgogne.
- Candolle (de)[a 198], ancienne extraction 1432[352], Marseille en Provence.
- Capèle (de)[353], capitoul de Toulouse 1602, Comminges[b 3]
- Carbonnel (de), extraction 1507, Artois, Picardie[b 3].
- Carbonnel de Canisy (de), extraction chevaleresque 1313, maintenue par Montfaut en 1463, marquis de Canisy par L.P. de décembre 1619[354], Pages de la Grande Écurie du Roi 1745 et 1746, Honneurs de la Cour 1753, 1770 et 1783, Canisy en Normandie, Bretagne[355] (famille éteinte en ligne masculine).
- Carbonnières de Saint-Brice (de), extraction chevaleresque 1254, honneurs de la Cour, Saint-Brice-sur-Vienne en Limousin, Provence.
- Cardaillac (de), extraction 1549, Quercy[356].
- Cardaillac Lomné (de), ancienne extraction 1463, Bigorre.
- Cardevac d'Havrincourt (de), anoblissement par le roi Philippe III d'Espagne en 1596, marquis en 1693, honneurs de la Cour, Artois.
- Cardon de Garsignies, secrétaire du roi 1714, Flandre.
- Cargouët de Ranléon (de), ancienne extraction 1423, Bretagne[357].
- Carheil (de), ancienne extraction 1423, Bretagne[358].
- Carlet de La Rozière[359], anobli en 1777 (3 générations de chevaliers de Saint-Louis), marquis en 1780, Champagne (Rethel). (famille éteinte en ligne masculine)[360].
- Carmantrand de La Roussille (de)[361], secrétaire du roi 1642, Auvergne[362].
- Carmejane-Pierredon (de) et - de Vesc[a 199], docteur en droit d'Avignon en 1638[b 3], Ménerbes en Comtat Venaissin.
- Carné (de), - Marcein, - Carnavalet, - Trecesson de Coëtlogon[363], ancienne extraction 1423, Bretagne[364].
- Carpentier (de)[365], anobli en 1442-Charles VII secrétaire du roi 1697-1709, Soissonnais.
- Carpentier de Changy[366], anobli (relief) en 1662, Nivernais.
- Carra de Vaux Saint-Cyr[367], secrétaire du roi 1750, Lyonnais.
- Carré de Busserolles[368], maire de Poitiers en 1639, Poitou (famille éteinte en ligne masculine).
- Carré de Lusançay[369], secrétaire du roi 1659-1675, Bretagne[370].
- Carrelet de Loisy (de), - et  Carelet de Loisy d'Arcelot (de)[371], Chambre des comptes de Dijon 1684-1688 et 1688-1732[372] ou anoblissement 1777 (selon G. Chaix d'Est-Ange), Bourgogne.
- Carrière (de)[373], capitoul de Toulouse 1592, baron héréditaire par L.P. du 11 juillet 1820[374] Languedoc.
- Carrière de Montvert (de)[375], ancienne extraction 1476, comparution de la noblesse de la sénéchaussée du Périgord en date du 16 mars 1789, Périgord[376].
- Casabianca (de)[377], preuves de noblesse 1564, maintenue 1771, Corse.
- Cassagne de Beaufort, - de Miramon, - de Miramon-Pesteils et - de Miramon Fitz-James[378], extraction chevaleresque 1399, marquis de Beaufort en 1768, honneurs de la Cour, Auvergne[379].
- Castel (de), extraction chevaleresque 1390, Bretagne[380].
- Castelbajac (de) , extraction chevaleresque 1380, Bigorre.
- Castellan (de), extraction 1575, Bretagne[381].
- Castellane (de), - Esparron, - Majastres et - Norante[382], extraction chevaleresque 1089, honneurs de la Cour, Castellane en Provence.
- Castelnau d'Essenault (de)[383], Parlement de Bordeaux 1676, Guyenne.
- Castillon de Saint-Victor (de)[384], extraction 1508, Languedoc.
- Catalan de La Sarra (de)[385], Parlement des Dombes 1771, Lyonnais.
- Cathelineau (de), Restauration, anobli en 1817, Anjou[386].
- Catoire et Catoire de Bioncourt[a 200], dispensé du marc d'or de noblesse le 19 août 1786, comme issu de deux générations d'avocat et trésorier au bureau des finances de Metz morts en charge[387],[388], ou famille de noblesse inachevée[389].
- Caubet de Bardies-Montfa (de)[390], capitation noble en 1786 (G. Chaix d'Est-Ange écrit que cette famille n'a pas fait reconnaître sa noblesse lors des grandes recherches), Comté de Foix.
- Caudron[391],maintenue en 1708, Arras, Artois
- Caumia-Baillenx (de)[392], extraction 1538, Béarn.
- Caumont La Force (de), extraction chevaleresque 1211[393],[394] (extraction 1528 selon Régis Valette)[395], duc en 1788 (sur réversion), honneurs de la Cour, Agenais.
- Caupenne d'Aspremont (de), extraction chevaleresque 1391, honneurs de la cour, Gascogne[396]
- Cauvel de Beauvillé[397], Restauration, anobli en 1821[b 4], Picardie (Montdidier)[398].
- Cauvigny (de)[399], anoblissement 1585, Normandie.
- Cauzé de Nazelle (du)[400], extraction (sur quelles dates ?), maintenue en 1680, marquis en 1735, Condomois.
- Cavelier de Cuverville[401], ancienne extraction 1419, maintenu noble le 8 mars 1642 à Rouen par les commissaires aux francs fiefs, Normandie[402],[403].
- Cazaux (de)[53], admis aux états de Béarn en 1740[404], Béarn.
- Cazenave de Lacaussade, - et de Mauduit[405], secrétaire du roi 1756, Guyenne.
- Cazenove de Pradines (de)[406], extraction 1548, Guyenne[407]. (famille éteinte en ligne masculine)
- Ceccaldi -et Colonna-Ceccaldi, maintenue noble le 21 février 1772 par le Conseil supérieur de la Corse, Corse[408].
- Cellard du Sordet[409], secrétaire du roi 1776, Dauphiné, Mâconnais.
- Cellès (de)[53], bourgeois honoré de Perpignan 1661[410], Roussillon.
- Cenat de l'Herm[53], maintenue le 15/1/1671[411], Velay[412]. (famille éteinte en ligne masculine).
- Certain de Germay de Cirfontaine[413], secrétaire du roi 1704-1726, Lorraine, Champagne.
- Certaines (de)[414], extraction chevaleresque 1392, maintenue 1634 et 1701, honneurs de la Cour 1788, Nivernais.
- Cézac (de)[a 201], anobli le 17 janvier 1621[415], maintenue par Pellot le 29 janvier 1667[416], Périgord.
- Chabannes (de) et Chabannes Curton La Palice (de)[417], extraction chevaleresque 1352, honneurs de la Cour 1787[418],[419], Curton depuis le début XIXe siècle, Chabannes de Vergers (de)[420], pair de France 1815, marquis de Chabannes par ordonnance 1817 et lettres patentes 1820, et Chabannes La Palice (de)[418],[356],[421], cousin du roi par ordonnance de 1820, honneurs de la Cour 1787[422],[b 5], Moustier-Ventadour en Limousin.
- Chabert d'Hières[423], anobli en 1825, Dauphiné.
- Chabot de Souville (de)[a 202], extraction 1571, maintenu 1667, Orléannais et Paris[424].
- Chabot (de) et Chabot-Tramecourt (de)[425], extraction chevaleresque 1347, Poitou (voir aussi Maison de Rohan-Chabot à la lettre R).
- Chacaton (de)[426], trésorier à Riom 1750, Bourbonnais.
- Chagrin de Saint Hilaire[a 203], anobli en 1657, Normandie.
- Chaignon (de)[a 204], extraction 1522, Périgord.
- Chaillou (de), secrétaire du roi 1786, en charge le 23 juin 1790, Bourgogne[81]
- Chalendar (de), maintenue de noblesse en 1760, Vivarais, Lorraine
- Chalon (de), extraction 1567, Île-de-France.
- Chalup (de), extraction 1553, maintenue par La Bourdonnaye le 21 juillet 1705, page de la Grande Écurie le 10 août 1754[427], Périgord.
- Chalus (de), ancienne extraction 1470, Maine, Bretagne[428].
- Chalus (de), ancienne extraction 1412, Auvergne.
- Chalvet de Rochemonteix (de)[429], extraction 1533, Auvergne.
- Chambarlhac (de)[430], extraction 1510, Vivarais.
- Chamboduc de Magnieu et de Saint-Pulgent (de)[431], secrétaire du roi 1727-1741[b 5], Forez.
- Chambrun d'Uxeloup de Rosemont[a 205], secrétaire du roi 1760, Bourbonnais.
- Champeaux (de) (Le Vauxdimes)[a 206], maintenue en 1698 sur preuves de 1593[432], Bourgogne (Montigny-sur-Aube). (G. Chaix d'Est-Ange écrit que le personnage de cette famille qui a été maintenu noble n'a pas eu de descendance et que le jugement de maintenue ne mentionne pas son frère dont descend la famille actuelle)
- Champeaux (de) et Champeaux de La Boulaye (de)[a 207], secrétaire du roi 1691-1693, Bourgogne.
- Champs de Boishébert (des)[433], ancienne extraction 1471, Normandie.
- Champs de Saint Léger (de)[434], anobli en 1638, Nivernais[435].
- Chanlaire de Clomorat (de)[436], secrétaire du roi 1767, Champagne.
- Chapelet de Maillebois (du), ancienne extraction 1469, Normandie.
- Chappedelaine (de)[437], ancienne extraction 1427, Normandie, Maine.
- Chappedelaine (de)[438] (famille différente de la précédente)[439], maintenues en 1710 et en 1774 (contestations)[439], Bretagne[440].
- Chaptal de Chanteloup[441], anobli par Louis XVI en 1788.
- Chapuys Montlaville (de)[442], lettres de noblesse 1771, Bourgogne.
- Chardon du Ranquet[443], trésorier à Riom 1712, Auvergne.
- Charette de La Contrie (de)[444], extraction, maintenue en 1668 à Rennes[445], Bretagne[446].
- Chargères du Breuil, extraction 1528, maintenue le 10 mai 1667[447], Nivernais.
- Charpin Feugerolles (de), anoblie en 1446, Forez[d 18].
- Charrin (de), secrétaire du roi 1733, comte en 1843, Lyonnais.
- Charry (de), extraction chevaleresque 1316, honneurs de la Cour, Nivernais.
- Chassaigne, secrétaire du roi 1753, Auvergne.
- Chassepot de Pissy (de)[448], cour des aides de Paris 1675, Picardie[449].
- Chasteigner de La Rocheposay (de), extraction chevaleresque 1318, honneurs de la Cour, Poitou.
- Chastellier (de)[450], ancienne extraction, confirmée en 1575, honneurs de la cour, Dauphiné.
- Chastellux (de)[451], extraction chevaleresque 1335, honneurs de la Cour, marquis de Duras en 1819, (duc de Rauzan sans lettres patentes), Bourgogne.
- Chastenet de La Ferrière (de)[452], extraction 1573, Saintonge.
- Chastenet de Puységur (de)[453], agrégé à la noblesse au XVIe siècle[454], honneurs de la Cour 1738, Gascogne.
- Chateaubodeau (de)[455], extraction 1524, Bourbonnais.
- Châteauneuf-Randon du Tournel (de), extraction chevaleresque 1135, honneurs de la Cour, Gévaudan.
- Châtillon de Forceville de Merlimont (de), extraction, Poitou.
- Chauchart du Mottay, extraction, maintenue en 1668, Bretagne[456].
- Chauchat[457], anobli par la charge d'échevin de Paris le 17 août 1778, dispensé du Marc d'Or le 11 septembre 1783, Auvergne puis Île-de-France.
- Chaumont de Quitry (de), extraction chevaleresque 1358, honneurs de la Cour les 9 novembre 1754, 17 avril 1784 et 21 juin 1787[458], comte en 1852[459], Chaumont-en-Vexin en Île-de-France.
- Chaumontel (de), extraction 1540, maintenue de noblesse par Chamillart le 11 mai 1666[460], Falaise en Normandie.
- Chaunac de Lanzac, de Montlogis (de)[461], extraction chevaleresque 1393, honneurs de la Cour, Périgord.
- Chaurand (de)[462], secrétaire du roi 1751, lettres d'honneur 1771, Bretagne (Nantes).
- Chauveau de Quercize (de)[463] secrétaire du roi 1779-1782, Bourgogne.
- Chauvelin (de)[464], parlement de Paris (1553), honneurs de la Cour pour la branche -de Grisenoy, Vendômois, Paris.
- Chauveron (de)[465], extraction chevaleresque (1361), honneurs de la Cour, Limousin.
- Chauvigny de Blot (de), ancienne extraction 1458, Certificat de noblesse du 15 avril 1751[466], honneurs de la Cour, Bourbonnais[467].
- Chavagnac (de), ancienne extraction 1446, honneurs de la Cour, marquis en 1720, Auvergne[468].
- Chaylard (du), ancienne extraction 1483, Périgord.
- Chazeaux (de),  extraction 1546, maintenue 1670, Velay
- Chazelles (de) et - de Chazelles-Lunac[469], olim chazel maintenue en 1784, Baron d'Empire le 13 avril 1811, Languedoc (Nîmes)[b 6].(l'ancêtre était marchand à Nîmes vers 1600)
- Chazettes de Bargues (de)[470] secrétaire du roi 1722-1750, Auvergne.
- Chazotte de Clavière (de)[471], conseiller au parlement de Dombes 1767, Vivarais.
- Chebrou de La Roulière[472],[473], L.P. d'anoblissement du 4 avril 1737[474], Niort en Poitou[475].
- Chefdebien-Zagarriga (de)[476], ancienne extraction 1457, Roussillon, Languedoc.
- Chenu de Thuet de Mangou, échevin de Bourges en 1644, Berry.
- Chérade de Montbron (de) anoblissement par charge de maire d'Angoulême en 1695[477], comte en 1766[478], Angoumois.
- Chéreil de la Rivière[479], secrétaire du roi 1738-1754, Bretagne (Rennes)[480].
- Chergé (de), ancienne extraction 1489, Poitou.
- Chérisey (de), extraction chevaleresque 1400[481],[482], honneurs de la Cour le 5 janvier 1767[483], Chérisey en Moselle.
- Chevalerie (de la), anobli en 1527 par le roi Henri II de France en faveur de Georges (de la) Chevaler(i)e[484].
- Chevalier d'Almont[a 208], extraction 1572, Orléanais.
- Chevignard[53], secrétaire du roi le 27 février 1729 (ou 1728-1731), Beaune en Bourgogne.
- Chevigné (de)[485], extraction chevaleresque 1370, honneurs de la Cour, vicomte en 1828, Bretagne[486].
- Cheyron du Pavillon (du)[487], secrétaire du roi 1677[488],[b 7] (lettres d'honneur en 1712)[489] Cheyron de Beaumont (du), Cheyron de Beaumont d'Abzac de La Douze (du) jugement de décharge en 1713[490], une branche relève d'Abzac de La Douze par adoption en 1929, Périgord.
- Chicoyneau de Lavalette et du Coëtlosquet[491], cour des comptes de Montpellier 1678, Languedoc[492].
- Chieusses de Combaud (de)[493], anoblie en la personne d'un gouverneur de Lorgues en 1705, maintenue 1708[494], Thorame-Basse puis Lorgues en Provence.
- Chivré (de), ancienne extraction 1494, marquis en 1633, Normandie, Maine[495]:
- Choderlos de Laclos[496], secrétaire du roi 1696 (branche éteinte de l'écrivain) et secrétaire du roi 1750 (branche subsistante)[497], Champagne.
- Choin du Double (de)[498], secrétaire du roi 1744-1757, Dauphiné.
- Choiseul Praslin (de), extraction chevaleresque 1060, honneurs de la Cour, cousin du roi, duc de Praslin en 1762, Champagne, Lorraine.
- Cholier de Cibeins (de)[499]; échevin de Lyon 1618, comte en 1721, Lyonnais.
- Chossat de Montburon (de)[500], secrétaire du roi 1686-1694, Bresse.
- Chouly de Permangle (de)[501], anobli en 1591 Limousin.
- Clamorgan (de)[a 209], ancienne extraction 1463[502], Normandie (famille éteinte en ligne masculine).
- Clapiers-Collongues (de)[503], extraction 1550, Hyères, puis Collongues en Provence.
- Claret de Fleurieu[504], échevin de Lyon 1686-1687 et 1689-1690, président en la Cour des Monnaies de Lyon le 22 mars 1706, Nantua puis Lyon.
- Clarke de Dromantin[505], r.n.f. 1766, Irlande, Bordelais.
- Clausel de Coussergues (de)[506], Chambre des comptes de Montpellier 1754, Rouergue.
- Clauzade de Mazieux (de)[507] capitoul de Toulouse 1693, Languedoc.
- Clavière (de)[508], échevin de Lyon 1754, Bourgogne.
- Clebsattel (de)[509], anobli (relief) en 1693 et confirmé noble en 1710 de manière incertaine, Alsace, Flandre[d 19].
- Clédat de la Viguerie (de), secrétaire du roi 1784, en charge le 23 juin 1790, Limousin[81]
- Clément de Givry  et- de Blavette[510], anobli en 1711, Provence, Paris.
- Clérel de Tocqueville[511], ancienne extraction 1425, comte en 1820, Normandie.
- Clermont-Tonnerre (de)[512], extraction chevaleresque 1080 (de Clermont), comtes de Tonnerre (devient : de Clermont-Tonnerre), honneurs de la Cour, duc de Clermont-Tonnerre en 1759, pair de France, Dauphiné.
- Clinchamp Bellegarde (de)[513], ancienne extraction 1424, Normandie.
- Clock (de)[514] secrétaire du roi 1757-1770 ou 1777, Hollande, Guyenne.
- Cloüet, anoblissement 1512, dérogeance, relief de dérogeance 1765 pour une branche éteinte, anoblissement par charge de secrétaire du roi en 1788 pour une autre, en charge le 23 juin 1790, Meuse[81]
- Coataudon-Tromanoir (de) et - de Kerdu, ancienne extraction 1423, maintenue 1669[515], Bretagne (Finistère)[516].
- Coatgoureden (de) et Coatgoureden Kerjean (de), ancienne extraction 1427, Bretagne[517].
- Coattarel (de), ancienne extraction 1480, Bretagne[518].
- Cochet de Savigny de Saint-Vallier, ancienne extraction 1414, maintenue en 1669, Bourgogne[519].
- Cochin[520], échevin de Paris 1748, Île-de-France, Paris.
- Cockborne (de)[521], extraction 1570, Écosse, Champagne.
- Coëtlogon (de), extraction chevaleresque 1371, honneurs de la Cour 1781 et 1784, Bretagne[522].
- Coëtnempren de Kersaint (de), ancienne extraction[réf. nécessaire], comte en 1830, Bretagne (Finistère)[523].
- Cognets de Correc de Kerdréoret (des), ancienne extraction 1488, Plurien en Bretagne[524].
- Colas des Francs, Colas des Francs de Parabère, Colas de Brouville devenue Colas de Malmusse (une branche Colas de Malmusse de Chanaleilles de La Saumes), Colas de la Noue[525], extraction 1511, maire d'Orléans au XVIIe siècle, Orléanais[526].
- Colbert (de), Colbert Cannet (de), Colbert Turgis (de)[527], anoblie en 1603, branche du ministre éteinte, Champagne (Reims, Troyes).
- Colin de Verdière[528], secrétaire du roi 1765-1778, Champagne, Île-de-France.
- Collas de La Baronnais[529], extraction, maintenue en 1669, Bretagne[530].
- Collinet de La Salle[531], anoblie en 1655, Lorraine.
- Colnet (de)[532], extraction 1520, maintenue de noblesse le 12 décembre 1667, Chevau Léger le 30 août 1766[533], Fontaine-l'Évêque au Pays de Liège, Picardie.
- Colombel (de)[534], anoblissement 1598, Normandie.
- Colonna d'Istria[535], extraction chevaleresque 1331, maintenue en 1773, comte en 1825, Corse.
- Colonna de Lecca[536], maintenue en 1772, Corse.
- Combarel du Gibanel (de)[537], extraction 1517, Limousin.
- Combas[53], extraction, maintenue en 1670, Languedoc. (famille éteinte en ligne masculine)
- Combettes de Caumon (de)[538], trésorier à Montauban 1715, vicomte en 1817, Languedoc.
- Commarque (de)[539], extraction chevaleresque 1317, Périgord.
- Commines de Marcilly (de)[540] secrétaire du roi 1730, Bourgogne.
- Comminges (de) [541], extraction chevaleresque 1385, L.P. du 30 avril 1612 érigeant en comté de Péguilhan toutes les possessions de Roger de Comminges, honneurs de la Cour 1781, Comminges[542].
- Compaing de La Tour-Girard, extraction 1610, Poitou. (famille éteinte en ligne masculine)
- Conchy (de), ancienne extraction 1389, Artois.
- Condé (de), extraction 1584, Lorraine.
- Coniac (de)[a 210], anoblie en 1619, Guyenne, Bretagne[543].
- Conny de Lafay (de), conseiller au parlement de Dombes 1745-1767, vicomte en 1816, Bourbonnais.
- Constantin (de), extraction 1517, comte en 1870, Périgord (subsistance à établir).
- Contades (de), conseil d'État 1619, honneurs de la Cour, comte en 1809, Anjou, Bretagne[544].
- Contes d'Esgranges (de)[545], six générations de noblesse avant 1761, Bucamps en Picardie[546].
- Copin de Miribel[547], conseiller au Parlement du Dauphiné le 21 mars 1665[548], Grenoble en Dauphiné.
- Coquebert de Neuville, extraction 1565, Champagne, Bretagne.
- Coquet (de), extraction 1558, Guyenne.
- Coral (de)[a 211], ancienne extraction 1426, maintenue de noblesse le 14 juin 1715[549], Sillars en Poitou[550]. (ancienneté de noblesse différente entre Valette et Chaix d'Est-Ange)
- Corbier (de), ancienne extraction 1448, Limousin.
- Corday (de), ancienne extraction 1463, Normandie.
- Cordon (de)[551], légitimation 1558, honneurs de la Cour, Bugey, Savoie[c 1].
- Cordoüe (de)[552], qualifications de noblesse qu'à partir de la fin du XVIe siècle pour Barcilon et Chaix d'Est-Ange, - de Cordoüe-Hecquard par adoption de 1934, Aurons en Provence.
- Coriolis (de)[553], conseiller au parlement d'Aix 1554, marquis en 1651, Marcoux[554], puis Aix-en-Provence en Provence.
- 'Corlieu (de)[555], ancienne extraction 1480, Angoumois.
- Cornaro de Curton, maintenue noble en 1784[556], preuves pour les Écoles militaires en 1789[557],[558], originaire de Venise, Cantal[559].
- Corneillan (de), ancienne extraction 1487, Armagnac, Rouergue.
- Cornette de Saint-Cyr et- Cornette de Venancourt[560], anoblie à la Martinique en 1676, Martinique, Champagne.
- Cornulier-Lucinière (de), ancienne extraction 1487, Bretagne[561].
- Cos de La Hitte (du), extraction 1530, Gascogne, Toulousain.
- Cosnac (de), extraction chevaleresque 1223[562], maintenue noble en 1667, honneurs de la Cour 1782 et 1783, Limousin.
- Cossart d'Espiès (de), extraction 1517, honneurs de la Cour, Picardie.
- Cossé-Brissac (de)[563], ancienne extraction 1492, honneurs de la Cour, duc de Brissac en 1611, Anjou.
- Cosseron de Villenoisy[564], échevin de Paris 1783, Île-de-France.
- Cossette (de), ancienne extraction 1437, Picardie.
- Costard de Saint-Léger (de), extraction 1537[565],[566], maintenue de noblesse par de Barrin de La Galissonnière le 4 novembre 1668[567], Martot en Normandie.
- Costart (de) (de Méry), ancienne extraction 1485, maintenue noble en 1666, Basse-Normandie[a 212].
- Cotton (de), échevin de Lyon 1676, Lyonnais[568].
- Cotton de Bennetot[569], secrétaire du roi 1560, Normandie.
- Coüasnon (de), ancienne extraction 1417, honneurs de la cour, Bretagne[570].
- Coudenhove (de), ancienne extraction 1460, admission aux Écoles Royales Militaires le 6 novembre 1777[571], Flandre.
- Couderc de Saint-Chamant, secrétaire du roi 1783, en charge le 23 juin 1790, Montpellier[81]
- Couëdic de Kergoaler (du), extraction chevaleresque 1370, vicomte en 1827, honneurs de la Cour, Bretagne (Finistère)[572].
- Couëspel (de), anobli en 1428, Normandie[573].
- Couessin du Boisriou (de), ancienne extraction 1453, Bretagne[574].
- Couët de Lorry (de), qualifications nobiliaires à partir du XVIe siècle (G. Chaix d'Est-Ange mentionne une condamnation, des maintenues et des anoblissements), Lorraine.
- Coulon de Lagrandval (de), Coulon de Labrousse (de), extraction, maintenue en 1698, Périgord.
- Couppé de Kerloury, Couppé de Kermartin, Couppé de Lahongrais, extraction 1540, Bretagne, Guadeloupe (ANF 2019)[575]
- Couraye du Parc, anobli en 1778, Normandie.
- Courbis, reconnue noble en France, maintenue en 1667, Toscane, Vivarais.
- Courlet de Vregille, conseiller au parlement de Besançon 1704-1719, Franche-Comté (Pontarlier).
- Cours de Saint-Gervasy (de)[576], ancienne extraction 1409, maintenue 1715, Gascogne[577].
- Courseulles (de), extraction chevaleresque 1347, Normandie.
- Courson de La Villeneuve (de), ancienne extraction 1437, Bretagne[578].
- Court de Fontmichel[579], secrétaire du roi 1783-1786[580], Cabris et Grasse en Provence.
- Courtier de Charmentray  Enregistrement au Grand Armorial de France, dressé par Charles d'HOZIER, Bibl. Nat., Manuscrits Ile-de-France, volume Paris IV, Meaux, 119. Oger (1085) et descendants, Jehan Courtier (1420-1480).
- Courtilloles (de), Courtilloles d'Angleville (de), olim Chausson jusqu'en 1766[581], anoblie en 1698, Normandie.
- Courtils (des) et Courtils de Merlemont (des)[582], ancienne extraction 1417, Beauvaisis.
- Courtois (de) et Courtois d'Arcollières (de), maintenue en 1718 à Beaucaire[583], anobli en 1517 en Savoie[584] ou agrégation en Languedoc[a 213], Gard (Beaucaire).
- Courtot de Cissey, anobli en 1533, Franche-Comté[585].
- Cousin de Mauvaisin (de)[a 214], secrétaire du roi 1740, Languedoc.
- Coustin du Masnasdaud (de)[a 215], extraction chevaleresque 1364, Marche.
- Coutray de Pradel, extraction 1560, Comminges, Saintonge.
- Coux (de), extraction 1548, marquis 1866, Limousin.
- Coye de Castelet (de) et- de Brunelis, secrétaire du roi 1766-1785, Les Baux-de-Provence et Arles (Provence).
- Cramail du Tronchet, secrétaire du roi 1782, en charge le 23 juin 1790, Île-de-France[81]
- Crécy (de), extraction chevaleresque 1370, honneurs de la Cour, (a relevé -Liliac par alliance), Picardie.
- Cremoux (de) (alias de Crémoux)[a 216], extraction 1546 ou agrégé à la noblesse au XVIIe siècle[586], maintenue de noblesse le 10 juillet 1704[587] rendu par monsieur de La Bourdonnaye, maintenue de noblesse le 2 août 1746, Sarlat en Périgord[588].
- Crespin de Billy (de), échevin d'Angers 1501, Anjou, Orléanais.
- Cressac (de), et -de Soleuvre anobli en 1776, Poitou.
- Crest (du), ancienne extraction 1480, Nivernais.
- Crevoisier d'Hurbache (de), et - de Vomécourt, anobli en 1623, Lorraine.
- Crevoisier Gouy de Bellocq Feuquières (de), même famille que la précédente, anoblissement par lettres 1623, Lorraine.
- Crocquet de Guyencourt (du), secrétaire du roi 1721, Picardie. (famille éteinte en ligne masculine.
- Croix (de), extraction chevaleresque 1285, comte en 1808 et en 1824, Flandre.
- Croix de Chevrières de Sayve (de la)[589] Titre de marquis
- Crosnier de Briant, maintenue par arrêt du Conseil souverain de la Martinique du 6 mars 1765, Saint-Malo en Bretagne, La Trinité en Martinique[590].
- Crousnilhon (de), anoblissement par charge : docteur en droit d'Avignon 1656, Maubec en Comtat-Venaissin.
- Croÿ (de), extraction chevaleresque 1350, prince du Saint-Empire, duc en 1817 (branche ducale fixée en Belgique), honneurs de la Cour, Picardie, Hainaut.
- Crozé de Clesmes (de)[a 217], agrégé à la noblesse au XVIIIe siècle[586], comparution pour l'ordre de la noblesse en la sénéchaussée de Saumur en mars 1789[591], Anjou. Principe de noblesse incertain.
- Crozet (du), secrétaire du roi 1789, en charge le 23 juin 1790, Comtat-Venaissin[81]
- Crublier de Fougères, Président Trésorier de France à Bourges le 26 mars 1767[592], Châteauroux en Berry[593].
- Crussol d'Uzès (de) (olim Bastet)[594], extraction chevaleresque 1215, honneurs de la cour, duc d'Uzès 1565, Vivarais, Languedoc.
- Cugnac (de), ancienne extraction 1447, honneurs de la cour, marquis 1861, Périgord, Poitou.
- Cugnon de Sevricourt d'Alincourt, extraction 1518, Champagne.
- Cumont (de), maire de Saint-Jean d'Angély 1397, Saintonge.
- Cunéo d'Ornano[595], extraction, maintenue 1771, Gênes, Corse.
- Curel (de)[596], anobli (confirmé) en 1718, vicomte en 1819, Lorraine (Gondrecourt-le-château).
- Curières de Castelnau (de)[597], extraction chevaleresque 1264, maintenue de noblesse en 1700 sur preuves remontant à  1531, honneurs de la cour en 1776 pour une branche éteinte en 1798, Rouergue.
- Cussy (de), ancienne extraction 1471, maintenue de noblesse par Louis Pierre d'Hozier en 1761, Bayeux en Normandie[598].
- Cyresme (de), anobli en 1559, Normandie.

- Haut – A
- B
- C
- D
- E
- F
- G
- H
- I
- J
- K
- L
- M
- N
- O
- P
- Q
- R
- S
- T
- U
- V
- W
- X
- Y
- Z

### D
- Dadvisard, parfois Dadvisard de Talairan[a 218], secrétaire du roi 1577, capitoul de Toulouse 1677, Languedoc[599].
- Dalmas (de), extraction 1443, secrétaire du roi 1696, Languedoc, Paris[600].
- Damas (de) (branche de Cormaillon), extraction chevaleresque 1315, Bourgogne (Côte-d'Or).
- Dambrines de Ramécourt, anobli en 1700, Artois[601].
- Dampierre (de), ancienne extraction 1405, baron 1827, Picardie[602].
- Danzel d'Aumont, arrêt du Conseil d'État 1671 puis maintenues 1701 sur preuves de 1543, actes de roture mais écartés par le Conseil d'État[603], Picardie
- Darassus (de), trésorier à Montauban 1667, Quercy.
- Dargier de Saint-Vaulry (alias Argier de Saint-Vaulry (d'))[a 219], extraction 1537, Marche.
- Darnay olim d'Arnay, secrétaire du roi 1775, en charge le 23 juin 1790, Île-de-France[81]
- Daru[a 220], capitoul de Toulouse 1769, comte en 1809, Languedoc.
- Dasnières de Veigy (olim Gantelet d'Asnières de Veigy)[a 221], anobli 1628, vérifié 1639[604], naturalisé français par L.P. d'avril 1787, maintenue de Noblesse par L.P. du 7 septembre 1788[605], Vallières en Haute Savoie[606].
- Dauger, anobli pour services militaires par L.P. de mars 1658[607], Champagne, Normandie.
- David de Beaufort[a 222], secrétaire du roi par L.P. du 10 septembre 1728-1730, Autun en Bourgogne.
- David-Beauregard (de)[a 223], Écoles militaires, confirmé en 1788, Provence.
- David de Sauzéa, secrétaire du roi 1789, en charge le 23 juin 1790, Forez[81]
- Davy de Virville[a 224], extraction[608], Normandie.
- Dax d'Axat (de) et Ax de Cessales (d')[a 225], anoblie par L.P. du 1er juillet 1457[609],[610],[611], maintenue en 1668[610], page de la Grande Écurie en 1722[612], marquis d'Axat 1776[613] (titre de courtoisie éteint en 1788[614],[615],[616]), Languedoc.
- Déan de Luigné[a 226], secrétaire du roi 1700, Maine[617].
- Dejean de La Bâtie[a 227], secrétaire du roi le 14 février 1738[618] (ou 1750), Dauphiné, Nivernais, Vivarais[619].
- Delarüe-Caron de Beaumarchais[a 228], conseiller secrétaire du roi en la Grande Chancellerie de France le 21 septembre 1709[620], Beaumarchais par décret du 9 février 1891, Paris.
- Delfau de Pontalba, -  et de Belfort[a 229], capitoul de Toulouse 1746, Languedoc[621].
- Delherm de Novital[a 230], capitoul de Toulouse 1739, Languedoc.
- Delom de Mézerac[a 231], extraction 1552 selon la maintenue de noblesse par arrêt de la Cour des aides de Montpellier de 1767[622], Languedoc (Albi)
- Delort[a 232], capitoul de Toulouse 1718, Languedoc.
- Delpuech de Comeiras[a 233], pas de principe de noblesse antérieur à la maintenue de noblesse enregistrée à Montpellier en 1721 et 1725 en faveur de Jean Delpuech (en 1692 qualifié maître Jean del Puech, fils de maître Pierre del Puech) et de 4 de ses frères, Languedoc.
- Demandolx-Dedons (de) (olim Dedons)[a 234], Parlement de Provence 1554, marquis en 1682, Provence.
- Demont d'Aurensan et- de Lavalette[a 235],[a 236], maintenue de noblesse le 15 mai 1716 par jugement de l'intendant de Bordeaux[623],[624], Bigorre.
- Denesvre de Domecy (de)[a 237], secrétaire du roi près le Parlement de Bourgogne reçu le 23 août 1704[625] (ou 1704-1706), Avallon en Bourgogne.
- Denis du Péage[a 238], anobli en 1769, Flandre.
- Denis de Senneville-Grave[a 239], échevin de Paris 1720, Paris.
- Denis de Trobriand[a 240], maintenue 1715, Bretagne (Finistère)[626].
- Denys de Bonnaventure[a 241], anobli en 1668, Touraine, Aunis.
- Desazars de Montgailhard[a 242], capitoul de Toulouse 1753, Languedoc.
- Desbiez de Saint-Juan[a 243], avocat-général au parlement de Besançon 1736, baron héréditaire de Saint Juan par Louis XVI en 1786[627],[628],[629],[630],[631](pas de preuves certaines que cette famille soit éteinte)
- Desclos de La Fonchais[a 244], secrétaire du roi 1711, Bretagne[632].
- Desfrançois de Pontchalon (alias des François)[a 245], secrétaire du roi 1767-1782, Normandie.
- Desfriches Doria[a 246], ancienne extraction 1457, Picardie.
- Desgrées du Loû[a 247], extraction chevaleresque 1385, Bretagne[633].
- Desjardins de Gérauvilliers[a 248], anobli en 1664, Lorraine.
- Desjars de Keranrouë[a 248], extraction (aveu en 1586), déboutée et condamnée en 1668 puis maintenue en 1670, Bretagne.
- Desmiers de Chenon, et -Desmier de Ligouyer, ancienne extraction 1406, Angoumois[634].
- Desmousseaux de Givré, échevin de Paris 1789, Île-de-France.
- Desplaces de Charmasse, secrétaire du roi 1729-1731[635], Bourgogne (Autun).
- Desprez de La Morlaye et de La Villetual[a 249], reconnu noble en 1746 et 1770[636],[637], ou anobli (confirmé) en 1770[b 8], ou noblesse 1746 et 1770 et filiation non noble avant ces dates[638], Bretagne (Rennes).
- Dessayettes de Clairval et Ayettes de Clerval (des)[a 250], Cour des aides de Paris 1707-1709, Paris.
- Desvernay[a 251], secrétaire du roi 1780-1787, Forez.
- Dianous (de)[a 252], docteur en droit d'Avignon 1739, Comtat Venaissin.
- Dibart de La Villetanet, ancienne extraction 1460, Bretagne[639].
- Didelot, anobli en 1566, Lorraine[640].
- Diesbach de Belleroche (de)[641], anobli par le Saint-Empire 1434, honneurs de la cour, Suisse, Artois[642].
- Dietrich (de)[a 253], anobli en 1768 (branche aînée) et 1761 (branche cadette, seule subsistante), Alsace.
- Dillon, r.n.f 1759, extraction chevaleresque 1343, honneurs de la cour, Irlande, Guyenne[643].
- Dion (de), extraction chevaleresque 1390, honneurs de la cour, Artois[644].
- Dionis du Séjour[a 254], échevin de Paris 1698, secrétaire du roi 1719-1738[b 9], Île-de-France[645].
- Doë de Maindreville[a 255], secrétaire du roi 1691-1719, Champagne.
- Domet de Vorges[a 256], Chambre des comptes de Dole 1713-1738 et 1741-1779, parlement de Besançon 1741, Franche-Comté[646].
- Dompierre d'Hornoy (de)[a 257], trésorier à Amiens 1720, Picardie[647].
- Donin de Rosière[a 258], secrétaire du roi 1747-1771, Dauphiné.
- Donjon de Saint-Martin[a 259], secrétaire du roi 1731-1737, Artois[648].
- Doré-Graslin (olim Doré), secrétaire du roi 1785, en charge le 23 juin 1790, Bretagne[81]
- Dorlodot (de)[a 260], extraction 1525, Champagne[649].
- Doublet de Persan[a 261], secrétaire du roi 1670, Champagne, Paris[650].
- Doudinot de La Boissière[a 262], greffier en chef au bureau des finances de Limoges 1740-1755 et 1755-1759, Limousin.
- Douezy et Douëzy d'Ollandon, extraction 1540, Normandie.
- Douglas (de), ancienne extraction 1440, Écosse, Bourgogne.
- Douhet d'Auzers (de)[a 263], anobli 1483, baron d'Auzers 1579, Auvergne.
- Douville de Franssu , et- Douville de Maillefeu (de), secrétaire du roi 1775-1780, Picardie (Abbeville).
- Doynel de La Sausserie, extraction chevaleresque 1364, honneurs de la cour, Normandie[651].
- Drée (de)[652], extraction chevaleresque 1343, marquis en 1767[653], honneurs de la cour 1782 et 1783, Drée en Bourgogne.
- Dresnay (du)[654], ancienne extraction 1424, honneurs de la cour, Bretagne (Finistère)[655].
- Dreuille (de) et Dreüille Sénecterre (de)[656], ancienne extraction 1404, Bourgogne.
- Dreux-Brézé (de)[a 264], secrétaire du roi 1594, marquis en 1685, honneurs de la cour, Poitou.
- Drier de Laforte[a 265], secrétaire du roi 1720, Dauphiné.
- Drouas (de)[a 266], secrétaire du roi 1628, Bourgogne.
- Drouet de Montgermont[a 267], secrétaire du roi 1652, Bretagne[657].
- Drouilhet de Sigalas[a 268], anobli par L.P. données à Paris en avril 1654[658] (G. Chaix d'Est-Ange rapporte que ces lettres ne furent pas visées et qu'elles furent annulées en 1664 puis il cite une fonction anoblissante (1696-1737) et un anoblissement en 1784), vicomte par L.P. du 22 mai 1825 et du 9 mars 1826 sur institution de majorat pour la branche cadette, Agen et Marmande en Guyenne.
- Drouin de Bouville (de)[a 269], extraction 1518, comte en 1767, Gâtinais.
- Dubois de Hoves de Fosseux[659] olim du Bois de Hoves de Fosseux, ancienne extraction 1491, Flandres, Artois[660].
- Duboys de Labarre[a 270], maréchal de camp 1788, brevet de pension le 1er juin 1792[661], Saint-Amant-de-Boixe en Angoumois[662]. (la Noblesse avait été abolie le 23 juin 1790)
- Duchassaing de Ratevoult[663], preuves de noblesse pour admission aux Écoles Royales Militaires le 1er août 1781[664], Sainte-Alvère en Aquitaine[665].
- Duchemin de Chasseval[a 271], secrétaire du roi 1765-1782, (mort en charge), Orléanais[666].
- Duchesne de Lamotte[a 272], secrétaire du roi 1735-1755, Picardie.
- Duclaux de L'Estoille[a 273], extraction 1509, Auvergne[667]
- Duclos de Bouillas[a 274], capitoul de Toulouse 1748. (famille éteinte en ligne masculine)
- Dudon de Boynet[a 275], parlement de Bordeaux 1698, Guyenne.
- Dufaure de Citres, extraction 1522, Vivarais, Velay.
- Dufaure de Lajarte[668], parlement de Bordeaux 1734, charge anoblissante de secrétaire du roi en 1775, Guyenne[669].
- Dufour de Quetteville[a 276], anobli sous le règne de Charles VII (confirmation en 1582), Normandie (Honfleur)[670].
- Dugaigneau de Champvallins[a 277], anobli en 1676, Orléanais.
- Dugas de la Boissonny, secrétaire du roi 1785, en charge le 23 juin 1790, Forez[81]
- Dugas du Villard[a 278], anobli en 1777, Forez.
- Dugon, (olim d'Hugon)[a 279], preuves de noblesse 1565, maintenue de noblesse à l'intendance de Bourgogne par Bouchu en 1666, confirmation du titre de comte par L.P. du 4 janvier 1828, Bergerac en Périgord.
- Duhamel (olim Fougeroux)[a 280], secrétaire du roi 1735, Paris.
- Dujat des Allymes, secrétaire du roi 1739, Bugey, Béarn[671].
- Dumon[53], Conseiller Secrétaire du Roi, Maison et Couronne de France, le 3 juin 1717 (mourut en charge en 1725), Brie, Provence (Marseille)[672].
- Dunoyer de Noirmont (olim Coffinhal), baron par lettres patentes du 4 mai 1816 (Auvergne).
- Dunoyer de Segonzac[a 281], 1787 procès devant le parlement de Toulouse, Quercy. Preuve non valide.
- Dupin de Saint-Cyr (branche cadette de la famille du Pin de La Guérivière, voir à la lettre P)[a 282], ancienne extraction 1433, Poitou, Limousin, Périgord.
- Dupin des Vastines[a 283], anobli en 1583, Normandie.
- Dupont de Compiègne[a 284], anobli en 1640, Béarn.
- Dupont de Dinechin[a 285], anobli en 1756 (décharge de franc-fief[673] non corroboré par G. Chaix d'Est-Ange), Charlieu en Bourgogne[674]. (une décharge de franc-fief après 1579 n'est pas une preuve de noblesse pour Philippe du Puy de Clinchamps)
- Duport de Rivoire et de Loriol[a 286], anoblie par lettres de relief en 1655 pour la branche de Loriol et en 1734 par charge de conseiller au parlement des Dombes pour la branche de Rivoire, comte en 1743 pour la branche de Loriol, Bresse (Nantua)[675].
- Dupré de Boulois[a 287], anobli en 1821, Bourgogne.
- Dupuy (olim Dupuy de Ruffieu), secrétaire du roi 1777, en charge le 23 juin 1790, Forez[81]
- Dupuy de La Grand'Rive[a 288], secrétaire du roi 1737, Auvergne.
- Durand[a 289], anobli en 1789, Languedoc.
- Durand de Distroff et - de Villers[a 290], anobli en 1596, Lorraine.
- Durand de Gevigney[a 291], maintenue de noblesse en 1702, Franche-Comté.
- Durand de Monestrol et - d'Esquilles[a 292], extraction, maintenue 1671, Languedoc.
- Durat (de)[a 293], ancienne extraction 1445, Guyenne, Auvergne.
- Durègne de Launaguet, secrétaire du roi 1720, Béarn, Languedoc.
- Durey de Noinville, secrétaire du roi 1683, comte 1827, Bourgogne.
- Durfort-Civrac de Lorge (de)[a 294], extraction chevaleresque 1262, duc de Lorge 1774, honneurs de la cour, Languedoc, Guyenne, Bretagne[676].
- Duroy de Suduiraut et - de Bruignac, Parlement de Bordeaux en 1654, Guyenne.
- Durye[a 295], greffier en chef au bureau des finances de Moulins 1742-1753 et 1753-1775, Bourbonnais.
- Dutheil de La Rochère[a 296], ancienne extraction 1467, maintenue en 1667 à Poitiers[677], Poitou (Vienne).
- Dutour de Salvert-Bellenave[a 297], anoblie par charge de secrétaire du roi 1710[678], Riom (Puy de Dôme) en Auvergne[679].
- Duverney[680], trésorier à Grenoble 1746-1771, Dauphiné, Roussillon[681],[682].

- Haut – A
- B
- C
- D
- E
- F
- G
- H
- I
- J
- K
- L
- M
- N
- O
- P
- Q
- R
- S
- T
- U
- V
- W
- X
- Y
- Z

### E
- Eimar de Jabrun et - de Palaminy de Laloubère (d') (alias Aimar)[a 298], capitoul de Toulouse 1727, Marvejols en Gévaudan, Languedoc.
- Elbée (d')[a 299], extraction 1500, Orléanais.
- Elbreil (d')[a 300], Cour des aides de Montauban 1750, Quercy.
- Élie-Lefebvre[a 301], anobli en 1788, baron 1822, Normandie.
- Emé de Marcieu, ancienne extraction 1480, président à mortier au Parlement du Dauphiné en 1586[683], marquis de Marcieu par L.P. de février 1676[684], honneurs de la cour en 1753[685], Briançon en Dauphiné. (Famille éteinte en ligne masculine)
- Encausse de Ganties (d') et - de Labattut (d'), extraction 1549, maintenue par Legendre le 21 juillet 1700 (pour la branche de Ganties)[686], Encausse dans le Comminges (pour la branche de Labatut).
- Ernault de Moulins, échevin d'Angers 1589, Anjou.
- Ertault de la Bretonnière, échevin de Nantes 1662, Bretagne[687].
- Escatha (d')[a 302], maintenue de noblesse par Bezons le 3 septembre 1698 (avec des titres faux), révocation de noblesse le 30 mai 1700 (avec 2 000 livres d'amende), puis maintenue par le Conseil d'État en 1751 et L.P. du 12 mars 1751, Saint-Astier en Périgord.
- Esclaibes (d')[a 303], extraction chevaleresque 1290, Hainaut, Bourgogne[b 1].
- Escrots d'Estrée (d'), ancienne extraction 1472, Bourgogne, Bretagne[688].
- Esmangart de Bournonville, anobli en 1776, Île-de-France[689].
- Espagnet (d'), Parlement de Provence 1573, Brignoles en Provence[690].
- Espaigne de Venevelles (d'), extraction 1500, honneurs de la cour, reconnaissance du titre de marquis par décret impérial en 1861, Maine[691].
- Espalungue d'Arros (d')[a 304], anoblissement 1496, qualification noble 1520, Béarn.
- Esparron (d')[a 305], maintenue en 1789, Esparron-de-Pallières en Provence.
- Esperies (d'), maintenue en 1780, Languedoc (Le Vigan).
- Espic de Ginestet (d'), anoblie en 1741 par charge de conseiller maître en la Chambre des Comptes de Montpellier[692],[693], Languedoc.
- Espinay (d'), anobli en 1608, Normandie, Poitou (branche cadette)[694],[a 306].
- Espinay Saint-Luc (d'), extraction chevaleresque 1352, honneurs de la cour, Normandie[695].
- Espinose (d'), anoblie en 1594 par charge d'échevin de Nantes, maintenu 1669, Bretagne[696].
- Espivent de La Villesboisnet et - de Catuelan, ancienne extraction 1427, Bretagne[697].
- Estampes (d'), anoblie par lettres patentes en 1392[698],[699],[700], honneurs de la cour, Berry.
- Esterno (d'), ancienne extraction 1415, comte en 1724, honneurs de la cour, Franche-Comté[701].
- Estienne de Saint-Jean de Prunières (d'), anoblissement par charge : président à mortier au Parlement de Provence 1572, Aix-en-Provence en Provence, Dauphiné[702].
- Estienne d'Orves (d'), même famille que la précédente, anoblissement par charge : président-trésorier général de France en Provence 1639, Aix-en-Provence en Provence[703].
- Estourneau de Tersannes, Poitou, Bretagne[704].
- Estresse de Lanzac de Laborie (d'), extraction 1534, maintenue en 1667, Limousin[705].
- Estriché de Baracé (d'), secrétaire du roi 1736, Anjou.
- Estutt d'Assay (d'), ancienne extraction 1474, honneurs de la cour, Écosse, Bourgogne.
- Eudes d'Eudeville, secrétaire du roi 1629-1665, Normandie (Caudebec)[706]
- Everlange de Bellevue (d'), extraction 1545, Luxembourg, Lorraine.

- Haut – A
- B
- C
- D
- E
- F
- G
- H
- I
- J
- K
- L
- M
- N
- O
- P
- Q
- R
- S
- T
- U
- V
- W
- X
- Y
- Z

### F
- Fabre de Latude (de)[a 307], extraction 1551, maintenue 1724, Languedoc[707].
- Fages de Latour de Rochemure (de)[a 308], extraction 1520, Languedoc, Périgord.
- Failly (de)[a 309], extraction 1509, Champagne[708].
- Falcon de Longevialle[a 310], secrétaire du roi 1719-1739, Gévaudan, Auvergne.
- Falguerolles (de), extraction 1530, maintenue 1702, Languedoc[709].
- Fallois (de)[a 311], anobli en 1704, Lorraine.
- Falvelly (de), secrétaire du roi 1777, en charge le 23 juin 1790, Auvergne[81]
- Fanget (de)[a 312], anobli en 1476, admise aux États du Béarn en 1631, Béarn.
- Faramond (de) et Framond (de)[a 313], ancienne extraction 1435, Rouergue, Gévaudan.
- Farcy de Pontfarcy (de) et - de Lavilledubois (de)[a 314], lettres de confirmation de noblesse et d'anoblissement en tant que besoin en 1643, Normandie, Maine, Bretagne.
- Faubournet de Montferrand (de)[a 315], ancienne extraction 1407, honneurs de la cour, Périgord.
- Faucher (de)[a 316], extraction 1519, maintenue 1697, Comtat Venaissin.
- Faucher de La Ligerie (de)[a 317], anobli 1594, Périgord, Saintonge.
- Fauconpret (de), secrétaire du roi 1773-1790 (une autre branche éteinte anoblie par lettres en 1778)[d 20],[a 318] ou noblesse inachevée[710], Flandres (noblesse non consensuelle).
- Faultrier (de)[a 319], maréchal de camp 1788, Bourgogne, Lorraine.
- Fauque de Jonquières (de)[a 320], anobli par deux arrêts successifs du parlement de Provence du 4 mars 1779 et du 10 janvier 1784, Roussillon en Provence.
- Faur de Pibrac (du)[a 321], ancienne extraction 1444, Languedoc.
- Faure (de)[53], capitoul de Toulouse 1643, Roussillon.
- Favre d'Echallens de La Paillerie, r.n.f. 1755, Suisse, Lorraine.
- Faÿ (de) et - Faÿ d'Athies (de), ancienne extraction 1402, Picardie.
- Faydit de Terssac (de), extraction chevaleresque 1361, honneurs de la cour, Limousin, Languedoc.
- Fayet (de)[a 322], (de Peychaud), secrétaire du roi 1590, Guyenne, Normandie.
- Fayet de La Tour (du)[a 323], ancienne extraction 1421, Auvergne.
- Fayet de Montjoye (de)[a 324], maintenue 1717, Gévaudan.
- Fayolle (de)[a 325], extraction chevaleresque 1330, marquis en 1724, Périgord. (famille éteinte en ligne masculine)
- Féraudy (de)[a 326], maintenue noble en 1769, Auvergne.
- Férault de Falandre, anobli en 1653, Normandie.
- Feray[a 327], anobli en 1775, Normandie.
- Ferluc (de)[a 328], capitoul de Toulouse 1718, Quercy, Languedoc.
- Ferrand de La Conté[a 329], anobli aux francs-fiefs 1471, Poitou.
- Ferrier du Chatelet (de)[a 330], secrétaire du roi 1740-1748, Salon-de-Provence en Provence, Luxeuil-les-Bains en Franche-Comté.
- Ferrier de Montal (de)[a 331], deux docteurs en droit d'Avignon 1558 et 1683, Comtat Venaissin, Dauphiné[d 21].
- Ferrières de Sauvebœuf (de), ancienne extraction 1483, Périgord, Limousin.
- Ferron du Chesne (de), extraction chevaleresque 1381, (Branche de La Ferronnays éteinte, honneurs de la cour) Bretagne[711].
- Ferry et - de Fontnouvelle (de), ancienne extraction 1476, Provence (Revest-du-Bion).
- Feuardent (de)[a 332], extraction 1537, Normandie.
- Feydeau de Saint-Christophe (de)[a 333], anobli (relief) en 1772[712], Felletin puis Bellac en Marche et Saint-Christophe en Angoumois (Charente)[713].
- Finance (de), - d'Attigny, - de Claibois, - de Valcourt, noblesse 1577, Lorraine.
- Fitte de Garies (de)[53], capitoul de Toulouse 1738, Languedoc.
- Fleurian (de)[a 334], maintenue de noblesse le 7 août 1666, maintenue le 11 novembre 1715 sur preuves remontant à 1583, Comminges, Saitonge.
- Fleuriot de La Coliniere (de)[a 335], maintenue en 1732 à Rennes[d 22], Nantes, Ancenis, Île Maurice (principe de noblesse de la branche ainée éteinte, incertain pour la branche cadette subsistante).
- Fleuriot de Langle[a 336], ancienne extraction 1427, Bretagne[714].
- Fleuriot de Touchelongue, secrétaire du roi 1785 ou 1771, en charge le 23 juin 1790, Poitou[81]
- Fleury (de), extraction 1525, maintenue par Barentin à l'intendance de Poitou 1667, page de la Grande Ecurie 1790, Brux en Poitou.
- Fleury (de), maintenue le 24 novembre 1751 par la Cour des aides de Montpellier, Languedoc (Hérault)[b 1].(maintenue de 1751 sur la base de faux titres, principe de noblesse remis en question par Chérin)
- Folin (de)[a 337], Parlement de Dijon 1593, marquis en 1717, Bourgogne.
- Fontaines (de)[a 338], ancienne extraction 1463, Normandie[715].
- Fontanges (de), extraction chevaleresque 1373, honneurs de la cour, Auvergne.
- Fontenay (de)[a 339], ancienne extraction 1460, Normandie (Mortain)[d 22].
- Forcade La Roquette (de)[a 340], anobli en 1651 (lettres de relief), maintenue en 1697, Agenais[d 23].
- Forceville (de), ancienne extraction 1422, maintenues 1667 et 1700, Picardie[716].
- Foresta (de), extraction 1519 pour la branche de Provence (Christophe de Foresta, qui était médecin du roi, eut des lettres de naturalité de Louis XII en octobre 1513[717]) ou agrégé par inféodation (se reporter à la source, pages 298 à 299)[48], maintenue en 1668, Italie (Ligurie), Provence. Une autre branche implantée dans le Comté de Nice est redevenue italienne après 1860.
- Forges (de), (de La Boucelaye), ancienne extraction 1441, Bretagne[718].
- Forges de Parny (de), maintenue en 1782, honneurs de la cour, Bourges puis La Réunion. (en réalité anoblissement avec une fausse filiation)
- Forsanz (de), ancienne extraction 1467, maintenue de noblesse par la chambre de réformation de Bretagne le 10 novembre 1668 à Rennes[719], pages de la grande écurie du roi le 17 mars 1739[720], Plestin-les-Grèves en Bretagne[721].
- Fortescu (de), ancienne extraction 1463, Normandie[b 10].
- Forton (de), preuves de noblesse en 1758[722], Languedoc.
- Fou (du) et Fou de Kerdaniel (du), ancienne extraction 1426, Bretagne[723].
- Foucaud et d'Aure (de)[a 341], extraction chevaleresque 1329, conseiller au Parlement de Toulouse le 26 juin 1483, Gaillac en haut Languedoc[724].
- Foucauld (de), - de Malembert, - de Pontbriand [a 342], extraction chevaleresque 1298, honneurs de la cour, Périgord.
- Foucher de Brandois, extraction chevaleresque 1245, Poitou.
- Foucher de Careil, ancienne extraction 1451, Anjou, Bretagne[725].
- Fouchier (de), ancienne extraction 1492, Poitou.
- Fougeroux de Campigneulles (de)[a 343], Restauration, anobli en 1817, Picardie (Montreuil-sur-mer).
- Fougières (de)[a 343], ancienne extraction 1480, Berry, Poitou.
- Foulhiac de Padirac (de)[a 344], capitoul de Toulouse 1758, Quercy.
- Fouquet (de)[a 345], extraction 1538, Anjou.
- Fournas de La Brosse (de) et - de Fabrezan[726], anobli en 1615, Languedoc (Carcassonne).
- Fraguier (de), Chambre des comtes de Paris 1503, Île-de-France.
- Fraix de Figon (de)[a 346], extraction 1538 (R. Valette) ou agrégé à la noblesse au XVIIIe siècle sans principe régulier de noblesse (G. Chaix d'Est-Ange), Velay.
- Framond (de), maintenue noble en 1700 dans la généralité de Montauban, preuves pour les écoles royales militaires en 1786, Rouergue (voir aussi Faramond (de))
- France (de)[727], extraction chevaleresque 1362, maintenue de noblesse le 7 novembre 1666, Guignen en Bretagne[728].
- France (de), - de Noyelles et -  d'Hezecques[729], anobli en 1585, marquis de Noyelles-Wyon par L.P. de juillet 1698, et marquis de Mailly par LP de mars 1776. Arras en Artois[730].
- France (de)[731], extraction 1543, maintenu le 10 mai 1642 par Nicolas Bretel de Grimonville et le 10 novembre 1667 par Lefebvre de Caumartin, intendant de Champagne, Crugny en Champagne[732].
- Francheville (de), - du Pélinec , ancienne extraction r.n.f. 1477, Écosse, Bretagne[733].
- François de Ponchalon (des)[a 347],[a 348], anobli en 1767.
- Francqueville (de) et Francqueville d'Abancourt (de), anobli en 1678, Cambrésis.
- Frédy (de), anobli en 1629, Italie, Île-de-France[734].
- Freslon de La Freslonnière (de), extraction chevaleresque 1386, honneurs de la cour, Bretagne[735].
- Fresne de Beaucourt (du), mort en charge d'Alexandre Dufresne (1692-1763), conseiller-secrétaire du Roi en la Grande Chancellerie, père de Charles maintenu noble en 1785[a 349],[736], Picardie.
- Fresne de Virel (du), ancienne 1426, Bretagne[737].
- Fresnoye de Flers (de), extraction 1550, baron de Landrethunn en 1667, Boulonnais.
- Fresquet (de), secrétaire du roi 1712, Guyenne.
- Frévol d'Aubignac de Ribains[738], maintenue 1753, Velay[739].
- Frizon de Lamotte de Règes, anobli en 1687, Champagne.
- Froidefond des Farges (de), extraction, maintenue 1704, Périgord.
- Froissard de Bersaillin (de) et Froissard de Broissia (de)[a 350] ancienne extraction 1447, anobli par charge de conseiller en la Chambre des comptes de Dole en 1590 selon F. de saint-Simon[740], marquis de Froissard de Bersaillin en 1748 (dit "marquis de Froissard")[b 11], marquis de Broissia par lettres patentes d'octobre 1691[b 12], Bourgogne et Franche-comté[741].
- Fromont de Bouaille (de)[a 351], maintenue 1717, Normandie.
- Frotier de La Messelière, - de La Coste-Messelière et - de Bagneux[a 352], extraction chevaleresque 1393, honneurs de la cour, Poitou[742].
- Frotté (de), secrétaire du roi 1541, Bourbonnais, Normandie[743].
- Fry (de), anoblie 1596, maintenue 1668, Normandie[744].
- Fumel (de), extraction chevaleresque 1388, honneurs de la Cour en 1753[745], certificat de noblesse du 13 novembre 1787 pour être admis comme élève de la marine[746], Fumel en Agenais[747].

- Haut – A
- B
- C
- D
- E
- F
- G
- H
- I
- J
- K
- L
- M
- N
- O
- P
- Q
- R
- S
- T
- U
- V
- W
- X
- Y
- Z

### G
- Gaalon (de)[a 353], anobli en 1691, Normandie, Martinique, Guadeloupe[748].
- Gaborit de Montjou[a 354], maire de Poitiers 1747, Poitou.
- Gail (de)[a 355], anobli 1573, Alsace.
- Gaillard de Saint Germain[a 356], anobli vers 1750 par la charge de conseiller-secrétaire du roi, Beauvaisis.
- Gaigneau de Champvallins (du)[a 357], anobli en 1676, Orléanais.
- Galand de Longuerue[a 358], secrétaire du roi 1768, Picardie.
- Galard de Brassac de Béarn (de)[a 359], extraction chevaleresque 1303, comte de Brassac en 1609, honneurs de la cour, Gascogne
- Galard Terraube (de)[a 359], extraction chevaleresque 1320, marquis en 1683, honneurs de la cour, Gascogne.
- Galbaud du Fort[a 360], Chambre des comptes de Bretagne 1766, Bretagne[749].
- Galbert (de)[a 361], ancienne extraction 1458, Dauphiné.
- Gallery de La Servière (de)[a 362], anobli en 1656, Normandie.
- Galliard de Lavernée, anobli en 1656, Franche-Comté[750].
- Gallier (de) et Gallier de Saint Sauveur (de) olim Ginouze, anobli en 1750 (lettres patentes d'anoblissement à la suite de l'exercice de la charge de chevalier d'honneur au bureau des finances de Grenoble), Dauphiné[751].
- Gamet de Saint-Germain, secrétaire du roi 1786, en charge le 23 juin 1790, Besançon[81]
- Ganay (de)[a 363], Chambre des comptes de Dijon 1628, maintenue de noblesse par Bouchet le 16 juillet 1670[752], Chassenay en Bourgogne.
- Ganne de Beaucoudrey[a 364], secrétaire du roi 1774, Normandie.
- Gantès (de)[a 365], Parlement de Provence (au XVIIe siècle ?), honneurs de la cour 1765[753], Cuers en Provence, Artois.
- Gardin du Boisdulier, secrétaire du roi 1720, Bretagne[754].
- Garnier de Boisgrollier de Ruolz, extraction 1517, Pages de la Reine 1769, (Branche éteinte : Comte de La Boissière en 1808)[755], Poitou[756].
- Garnier de Falletans[a 366], Parlement de Dole 1586[757], Gy en Franche-Comté.
- Garnier des Garets d'Ars (de)[a 367], confirmation de noblesse et anoblissement en tant que besoin 1644, Beaujolais.
- Garnier de La Villesbret[a 368], extraction, maintenue 1670, Champagne, Bretagne[758].
- Garreau de La Méchenie (du)[a 369], extraction 1541, Limousin[759].
- Garrigues de Flaujac (de)[a 370], anobli (maintenue) en 1784[760], Quercy.
- Garron de La Bévière (de)[a 371], anoblissement 1664, certificat de sous-lieutenance du 23 avril 1782, Châtillon en Bourgogne[761].
- Gary (de)[a 372], capitoul de Toulouse 1771, Quercy[762].
- Gasquet (de), avocat général à la Chambre des requêtes du Parlement de Provence le 15 décembre 1648[763], Cuers en Provence[764].
- Gasté (de)[a 373], secrétaire du roi 1752, Maine[765].
- Gastebled (de)[a 374], extraction 1539, Normandie.
- Gaudart d'Allaines (de)[a 375], ancienne extraction 1494, Beauce.
- Gaudemaris (de)[a 376], deux docteurs en droit d'Avignon 1733 et 1757, marquis en 1755, Comtat-Venaissin.
- Gaudemont de la Monforière (de)[a 377], extraction, maintenue en 1668, Bretagne[766].
- Gaudin de Lagrange[a 378], secrétaire du roi 1746-1768, Paris, Comtat-Venaissin.
- Gaudin de Saint-Rémy[a 379], anobli en 1676, Maine.
- Gaudin de Villaine[a 380], anobli en 1587[b 13], Normandie (Mortain).
- Gaufridy de Dortan (de)[767],[a 381], extraction 1546, Apt en Provence.
- Gaulejac (de)[a 382], ancienne extraction 1484, Quercy[768].
- Gaullier des Bordes et - de La Grandière[a 383], anobli en 1785, baron Gaullier des Bordes en 1825, Orléanais, Touraine.
- Gaulmyn (de), extraction 1539, Bourbonnais.
- Gaultier de Brûlon, preuves de noblesse 1578, Bretagne, Anjou. (famille éteinte en ligne masculine)
- Gaultier de Carville, ancienne extraction 1472, Normandie.
- Gaultier de Saint-Basile, extraction 1541, Normandie.
- Gautier de Breuvand, Parlement de Dijon 1647, Bourgogne.
- Gautier de Charnacé, secrétaire du roi 1773, Île-de-France.
- Gautier de Savignac (de), extraction 1540, Rouergue, Normandie.
- Gay de Nexon, preuves de noblesse 1587, Limousin.
- Gayardon de Fenoyl (de), ancienne extraction 1432, Honneurs de la Cour 1787, Page de l'Empereur 1811, Lyonnais.
- Gayffier (de), ancienne extraction 1446, maintenue en 1670, Gévaudan, Auvergne[769]
- Gazeau (de), ancienne extraction 1446, Poitou[770].
- Gazet du Châtellier, échevin de Nantes 1576, Bretagne[771].
- Geffroy de Villeblanche, anobli en 1653, vicomte en 1816, Bretagne[772].
- Gelis (de), trésoriers à Montauban 1723 et 1762, Languedoc.
- Gennes (de), maire de Poitiers 1679, Poitou[773].
- Gentil, Restauration, anobli par L.P. du 4 juin 1830[774], Franche Comté.
- Gentil de Rosier (de), extraction 1515, limousin, Marche.
- Gentile (de), maintenue noble en 1771, Corse.
- Genty de la Borderie, secrétaire du roi 1781, en charge le 23 juin 1790, Limousin[81]
- Geoffre de Chabrignac (de), ancienne extraction, maintenue noble en 1789 après dérogeance[775], Limousin, Dauphiné.
- Geoffroy[776] (de), secrétaire du roi 1737, Champagne, Île-de-France.
- Geoffroy, anoblie en 1432, maintenue en 1670, Bretagne.
- Geoffroy d'Assy (de), secrétaire du roi 1731, Brie.
- Geoffroy du Rouret (de), extraction 1517, Le Rouret en Provence.
- Gérard du Barry et de Saint-Quentin (de), extraction 1510, Majorque (Îles Baléares), Périgord[777].
- Gérault de Langalerie (de), ancienne extraction 1486, maintenue de noblesse du 22 août 1777, Guyenne, Agenais[778].
- Gères (de), extraction 1533, Guyenne.
- Gérin-Ricard (de), anoblissement par charge de conseiller secrétaire du roi en 1756[48], Toscane, Marseille en Provence.
- Germain (de), Chambre des comptes de Montpellier 1694-1696 et 1696-1766, Languedoc.
- Gervais de Rouville, maintenu de noblesse d'extraction par un arrêt du Conseil d'État du 17 décembre 1733, signé d'Aguesseau et Chauvelin[779].
- Gestas de Lesperoux (de), ancienne extraction 1458, honneurs de la cour, Gascogne, Champagne.
- Geyer d'Orth (de), extraction en Suède 1533, r.n.f. 1701, Suède, Alsace[780].
- Giacomoni (de), Acte des protecteurs de Saint Georges de 1458, Corse
- Gibon (de), extraction chevaleresque 1370, honneurs de la cour, Bretagne[781].
- Gigault de Crisenoy, secrétaire du roi 1737, Brie.
- Gigord (de), ancienne extraction 1426, Vivarais.
- Gigou (de), extraction 1523, Poitou
- Gilart de Keranflec'h, extraction 1503, Bretagne (Finistère)[782].
- Gilbert de Vautibault, secrétaire du roi XVIIIe siècle, Touraine.
- Gillet d'Auriac de Brons, secrétaire du roi 1708, Auvergne.
- Gillet de Chalonge, Chambre des comptes de Dijon le 10 août 1736, Beaune en Bourgogne, (Branche de Thorey: éteinte en ligne masculine).
- Ginestel (de), extraction 1547, Rouergue.
- Ginestous (de), extraction chevaleresque 1215, honneurs de la Cour, Languedoc.
- Girard de Charbonnières du Rozet (de), anobli par L.P. de février 1583, maintenue par Fortia en 1668[783], vicomte par L.P. du 19 avril 1817[784], Auvergne.
- Girard de Charnacé (de), ancienne extraction 1500, Anjou.
- Girard de Pindray, extraction 1541, Poitou.
- Girard de Saint-Gérand, Chambre des comptes de Dijon 1699-1719, Bourgogne (Châlon-sur-Saône).
- Giraud d'Agay (de), anobli en 1708, Draguignan en Provence.
- Girval (de), maintenue noble en 1743, Châtillon-sur-Seine en Bourgogne[785].
- Gislain de Bontin (de), extraction, maintenue 1666, Bourgogne.
- Goësbriand (de), extraction chevaleresque 1328, honneurs de la cour, Bretagne (Finistère)[786].
- Goguet de La Salmonière, Chambre des comptes de Bretagne 1734, Bretagne[787].
- Goislard de Monsabert (de), secrétaire du roi 1608-1643, Anjou.
- Gondallier de Tugny et - de Tugny-Vergennes, anobli en 1677, Champagne. Une branche a relevé le nom de Vergennes et porte Gondallier de Tugny-Vergennes par adoption.
- Gontaut-Biron (de), extraction chevaleresque 1124, comte en 1810, honneurs de la cour, Périgord, Gascogne, Ile-de-France.
- Gorguette d'Argœuves (de), ancienne extraction 1491, Picardie.
- Gorin de Ponsay, échevin de Niort 1571, Poitou
- Gouberville (de) (olim Picot), noblesse prouvée 1578, Normandie[788].
- Goudon de Lalande de L'Héraudière, anobli en 1703, comte en 1868, Poitou.
- Goué (de), extraction 1526, Poitou.
- Gouhier de Fontenay, ancienne extraction 1424, Normandie (Orne).
- Goujon de Grondel, maréchal de camp 1788, Alsace, Bretagne[789].
- Goujon de Thuisy, anobli en 1523, marquis en 1680, Reims en Champagne.
- Goulaine (de), extraction chevaleresque 1304, Bretagne (Nantais)[790].
- Goullard d'Arsay (de), extraction chevaleresque 1349, Poitou.
- Goullet de Rugy, lettres de confirmation de noblesse et d'anoblissement en tant que de besoin en 1785, Lorraine.
- Gourcuff (de), extraction 1512, maintenue en 1669 à Rennes, Bretagne (Finistère)[791].
- Gourcy (de), extraction chevaleresque 1270, comte en 1713, Barrois[792]
- Gourmont (de), ancienne extraction 1498, Normandie.
- Goussencourt (de), ancienne extraction 1427, Picardie.
- Gouvello de Keriaval (de), Le Gouvello de La Porte et - du Timat, ancienne extraction 1443, honneurs de la cour, Bretagne[793].
- Gouyon de Coipel (de), ancienne extraction 1400, Bretagne[794].
- Gouyon-Matignon (de) et Gouyon de Pontouraude, extraction chevaleresque 1209, honneurs de la cour, Bretagne[795].
- Gouzillon de Bélizal (de), ancienne extraction 1486, Bretagne (Finistère).
- Goy (de), maintenue 1700, Bourbonnais.
- Goyon (de), secrétaire du roi 1699-1718, duc de Feltre par décret du 8 juillet 1864 (sur réversion du titre de duc de Feltre créé en 1809 en faveur de Henri-Jacques Clarke et éteint en 1852 avec le fils de ce dernier[796]), Gascogne (Condom).
- Goÿs de Mézeyrac (de), extraction chevaleresque 1327, Vivarais.
- Grailly (de), ancienne extraction 1405, Savoie (Pays de Gex), Guyenne[c 2].
- Grammont (de) et Grammont-Crillon (de), extraction chevaleresque 1335, marquis en 1718, honneurs de la cour, Franche-Comté[797].
- Gramont (de), extraction chevaleresque 1381, duc en 1648 (la Branche de Lespare a relevé Moncey de Conegliano en 1913), Comminges, Béarn.
- Grand d'Esnon, anobli en 1781, Suisse, Bourgogne.
- Grandidier (de), anobli en 1629, Lorraine, Comminges.
- Grandin de L'Eprevier, secrétaire du roi 1784-1790[d 24] ou noblesse inachevée[798], Limousin (noblesse non consensuelle).
- Grandsaignes d'Hauterive (de), secrétaire du roi 1731, Rouergue[799].
- Granges de Surgères (de), extraction chevaleresque 1261, honneurs de la cour, Poitou.
- Granier de Cassagnac (de), extraction, maintenue noble 1668, Armagnac[800].
- Grasse (de), extraction chevaleresque 1341, honneurs de la cour, Provence[801].
- Grasset (de), anobli par charge en 1766, Pézenas en Languedoc, Provence.
- Gratet du Bouchage (de), Trésorier de Grenoble 1640, Dauphiné.
- Gravier de Vergennes, Trésorier à Dijon 1681, honneurs de la cour, (patronyme relevé en 1957 par un membre de la famille Jourda de Vaux de Foletier qui l'a substitué au sien en 1965[802]), Bourgogne.
- Grégoire de Roulhac, secrétaire du roi 1766-1782, Limousin[803].
- Grenier de La Sauzay, extraction 1548, Saintonge.
- Grenier de Lassagne (de), extraction, maintenue noble 1666, Auvergne.
- Grenier de Monner, anoblie par charge, Languedoc.
- Grenier de Sanxet, anoblie en 1700, maintenue noble en 1746, Guyenne. (à confirmer)
- Griffolet d'Aurimont (de), extraction 1532, Limousin.
- Griffon du Bellay, anobli par Chales VII le 4 août 1441, échevin de Saint-Jean d'Angély 1567, Saintonge[804],[805].
- Grimaudet de Rochebouët (de), échevin d'Angers en 1579, Anjou.
- Grimoüard (de), extraction, maintenue 1667, Poitou.
- Grivel (de) et - de Grivel Perrigny , anobli (lettres de relief) en 1659 par Philippe IV d'Espagne[806], Franche-Comté.
- Grosourdy de Saint-Pierre (de), anobli en 1514[807], maintenue en 1666 et 1669 à Caen et à Rouen[808], Normandie (Calvados, Eure).
- Grouchy (de), extraction chevaleresque 1371, comte en 1809, honneurs de la cour, Normandie.
- Grout de Beaufort, cour des monnaies de Paris 1740-1770, Île-de-France.
- Gualy de Saint-Rome (de), ancienne extraction 1419, Rouergue.
- Guardia (de) : citoyen d'honneur de Barcelone 26 juin 1636 et lettres patentes du 23 mars 1789 maintenant les citoyens d'honneur de Barcelone et Perpignan dans la noblesse (Catalogne).
- Guéheneuc de Boishue (de), ancienne extraction 1416, comte en 1866, Bretagne.
- Guéneau de Mussy, ancienne extraction, Bourgogne.
- Guénon des Mesnards, secrétaire du roi 1701, Saintonge.
- Guérin du Masgenêt, secrétaire du roi 1785, en charge le 23 juin 1790, Limousin[81]
- Guernon (de), extraction 1552, Normandie[b 14].
- Guerpel de Renneville (de), ancienne extraction 1471, honneurs de la cour, Normandie.
- Guerre (de), extraction 1544, Périgord[b 14]. (famille subsistante originaire de Lorraine et descendante d’un marchand tanneur.)
- Guerry de Beauregard (de) et - de Tremont[809], extraction 1506, Poitou.
- Guibert (de), capitoul de Toulouse 1692, Languedoc.
- Guichard des Âges, extraction 1543, Poitou.
- Guilhem de La Taillade (de), extraction 1550, Guyenne.
- Guilhermier (de), anobli en 1732, Comtat-Venaissin. Noblesse pontificale
- Guillaume de Sauville de La Presle, Cour des monnaies de Paris 1769-1790, ou famille de noblesse inachevée[810],[811], Champagne.
- Guillebert de Govin, extraction, maintenue 1668, Normandie.
- Guillebon (de) ou Le Thoillier de Guillebon, extraction 1528, Picardie.
- Guillemot de La Villebiot, extraction, maintenue 1668, Bretagne.
- Guillet de Chatellus, secrétaire du roi 1723, Lyonnais, Forez.
- Guillet de La Brosse, secrétaire du roi 1786-1790[812] ou noblesse inachevée[813], Bretagne (noblesse non consensuelle).
- Guillotou de Keréver, secrétaire du roi 1739, Bretagne (Finistère).
- Guingant de Saint-Mathieu, trésorier à Limoges au XVIIe siècle, Limousin.
- Guiny (du), extraction chevaleresque 1315, Bretagne.
- Guiot du Doignon, ancienne extraction 1499, Marche.
- Guirard de Montarnal (de), extraction 1535, Rouergue.
- Guyenro (de), ancienne extraction[réf. nécessaire], maintenue 1666, Normandie.
- Guyon des Diguères, ancienne extraction 1448, Normandie.
- Guyon de Geys de Pampelonne (de), ancienne extraction 1488, Vivarais.
- Guyon de Montlivault, anobli en 1636, Orléanais.
- Guyot de La Pommeraye, échevin de Paris 1720, Paris.
- Guyot de Saint-Michel, secrétaire du roi 1768, Champagne (Langres).
- Guyot de Villeneuve, échevin de la ville de Paris anobli en 1786, Île-de-France.

### H
- Haldat du Lys (de)[a 384], anobli en 1766 (par reprise de noblesse maternelle), Gondrecourt-le-Château en Lorraine.
- Halewyn (de), secrétaire du roi 1754, Flandre, Artois. (à confirmer)
- Haincque de Saint-Senoch, secrétaire du roi 1732, Touraine. (famille éteinte en ligne masculine)
- Halna du Fretay, extraction 1532, Bretagne (Côtes-d'Armor)[814].
- Hamel (du), secrétaire du roi 1638, Guyenne.
- Hamel de Breuil (du), extraction 1578, Normandie.
- Hamel de Canchy (du), extraction 1528, Picardie.
- Hamel de Fougeroux (du), olim Duhamel de Fougeroux, secrétaire du roi 1735, Orléanais.
- Hamel de Milly (du), extraction 1543, Milly en Normandie[815].
- Hamoir, secrétaire du roi 1761, Flandre.
- Haranguier de Quincerot (d'), extraction 1514, Bourgogne, Picardie.
- Harcourt (d'), extraction chevaleresque 1094, honneurs de la cour, branche ainée d'Olonde : marquis d'Harcourt 1817, branche cadette de Beuvron : duc d'Harcourt 1700, Normandie.
- Hardivilliers (d'), anobli en 1711, Picardie.
- Harpedanne de Belleville, extraction 1521, Poitou, Saintonge.
- Harscouët de Saint-George, ancienne extraction 1440, Bretagne[816].
- Haudos de Possesse, secrétaire du roi 1755, Champagne.
- Haudry de Soucy, secrétaire du roi 1740, Champagne.
- Haulles (des), maintenue en 1666, Conches-en-Ouche en Normandie.
- Hausen de Weidesheim (d'), anobli en 1722, Lorraine.
- Hauteclocque (de) et Leclerc de Hauteclocque[817], extraction chevaleresque 1340, Picardie.
- Hautpoul (d'), extraction chevaleresque 1394, honneurs de la cour, Languedoc.
- Hay des Nétumières, extraction chevaleresque 1369, baron en 1629, Bretagne (Rennes). (famille éteinte en ligne masculine).
- Hay de Slade, r.n.f. 1763, Irlande, Bretagne[818].
- Hays (du), extraction chevaleresque 1387, Normandie, Artois.
- Hays de Gassart (des), extraction 1515, Normandie.
- Hébert de Beauvoir du Boscol, Parlement de Normandie 1757, Normandie.
- Hébrail (d'), extraction chevaleresque 1349, Languedoc.
- Hébrard de Laplagnole, capitoul de Toulouse 1496, Languedoc.
- Hédouville (de), extraction 1503[819], maintenue en 1668 et 1669[820], Ile-de-France (Vexin), Picardie (Laonnais).
- Heeckeren d'Anthès (de), olim Anthès (d')[821], anobli en 1731, Alsace[b 15]
- Heere (de), Cour des Aides de Paris 1606, Flandre (Bruges), Orléanais.
- Hellouin de Ménibus, trésorier à Caen 1610, Normandie.
- Hémery (d'), anobli le 26 septembre 1597[822], Poitou.
- Hémery de Goascaradec, - de La Villeauray, ancienne extraction 1427[823],[824], maintenue en 1671 à Rennes[825], Bretagne.
- Hennezel (d'), Plusieurs branches extraction chevaleresque 30 mai 1392, confirmation de leurs noblesses par les ducs de Lorraine en 1635, 1704, 1760.
- - d'Ormois, -de Francogney, - du Mesnil, Lorraine, Picardie.
- Henrion Staal de Magnoncourt de Tracy[826], anobli en 1697, Franche-Comté.
- Henry de Villeneuve, ancienne extraction, maintenue en 1669 à Rennes[827], Bretagne (Morbihan).
- Henrys d'Aubigny d'Esmyards, anobli (confirmé) en 1648, Forez, Bretagne[828].
- Hérail de Brisis (d'), extraction chevaleresque 1328, maintenue en 1699[829], Ponteils en Languedoc.
- Hérain (de), secrétaire du roi 1777, en charge le 23 juin 1790, Île-de-France[81]
- Herbais de Thun d'Avine d', r.n.f. 1661, Hollande, Cambraisis[830]
- Hercé (de, extraction 1529, maintenue en 1667[831], Normandie, Maine[832].
- Héricourt (de), maintenue de noblesse le 17 septembre 1667 par Dorieu, intendant de Soissons, Picardie.
- Hersart de La Villemarqué et - de Cornouaille, ancienne extraction 1476, Bretagne (Côtes-d'Armor)[833].
- Hespel (d'), maintenue en 1663, comte en 1815, Flandre.
- Heurard de Fontgalland, extraction 1598, Dauphiné.
- Heurtault de Lammerville, secrétaire du roi 1618, Normandie.
- Hillaire de Moissac (d'), extraction 1506, Poitou.
- Hillerin de Mouillebert (de), ancienne extraction 1468, Poitou[834].
- Hingant de Saint-Maur, ancienne extraction 1423, Bretagne[835].
- Hocquart de Turtot, extraction 1509, Champagne, Normandie. (éteinte ?)
- Hoffelize (d'), ancienne extraction 1363[836] ou page de la grande écurie du roi le 27 mars 1755 sur preuves de 1456[837], comte en 1726, honneurs de la cour 1788[819], Hoffelize en Hainaut, Lorraine.
- Houdet, Restauration, anobli le 30 juin 1830[838],[839],[840], Île-de-France (Meaux).
- Houdetot (d'), extraction chevaleresque 1360, marquis en 1724, Normandie[841].
- Houlier de Villedieu, anobli en 1776, Poitou.
- Huart (d'), chevalier du Saint-Empire en 1613, r.n.f en 1689[819], baron en 1785[842], Belgique, Luxembourg, Lorraine.
- Huchet de La Bédoyère, - de Quenétain, - de Cintré, ancienne extraction 1427, honneurs de la Cour 1784, Bretagne[843].
- Huet de Froberville, anobli en 1618, Normandie, Orléanais.
- Hugon de Scœux, extraction 1556, Limousin.
- Hugues (d'), ancienne extraction 1424, maintenue en 1667, Languedoc. (éteinte ?)
- Huillard d'Aignaux, anoblissement 12/8/1787, Normandie.
- Hullin de Boischevalier, anobli (maintenue) en 1775, Anjou.
- Humbert, anobli par lettres du duc de Lorraine en 1575, Lorraine.
- Humières (d'), extraction 1521[819], maintenue en 1646, 1668, 1671, 1718, comte en 1869[844], Rouergue.
- Huon de Kermadec, extraction chevaleresque 1354, Bretagne (Finistère)[845].
- Hurault, anobli en 1349, marquis en 1625, Blésois[846].
- Hurault de Gondrecourt de Ligny, anobli en 1503 (autorisation de reprise de noblesse maternelle), Lorraine, Guadeloupe, Martinique.
- Husson de Sampigny, anobli en 1631 (autorisation de reprise de noblesse maternelle), Lorraine.

- Haut – A
- B
- C
- D
- E
- F
- G
- H
- I
- J
- K
- L
- M
- N
- O
- P
- Q
- R
- S
- T
- U
- V
- W
- X
- Y
- Z

### I
- Imbert de Balorre, secrétaire du roi 1769-1790, comte en 1828, Moulins en Bourbonnais.
- Imbert de Trémiolles, secrétaire du roi 1789, en charge le 23 juin 1790, Auvergne[81]
- Indy (d'), extraction 1624, maintenue en 1778, Vivarais.
- Inguimbert (d'), ancienne extraction 1474 ou anoblie par l’obtention du grade de docteur en droit de l’université d’Avignon au XVIe siècle (se reporter à la source, page 369)[48], maintenue en 1668, Provence (Vaucluse)[847].
- Irumberry de Salaberry (d'), ancienne extraction 1466, Béarn, Navarre[848].
- Isarn de Villefort (d'), extraction 1504, Languedoc.
- Isle de Beaucheine, extraction chevaleresque 1392, maintenue en 1666, honneurs de la Cour en 1789, Saintonge[849].
- Isnards (des), ancienne extraction 1441, honneurs de la Cour 1780, Comtat-Venaissin.
- Isoard de Chénerilles (d'), ancienne extraction 1427, maintenue en 1668[850], Provence.
- Izarny-Gargas (d'), extraction 1528, Toulousain[847].

- Haut – A
- B
- C
- D
- E
- F
- G
- H
- I
- J
- K
- L
- M
- N
- O
- P
- Q
- R
- S
- T
- U
- V
- W
- X
- Y
- Z

### J
- Jacobé de Haut et Jacobé de Haut de Sigy, secrétaire du roi 1739-1753, relève Duroux de Sigy par décret de 1873, Champagne.
- Jacops d'Aigremont, anobli en 1652, marquis en 1773, Flandre[851].
- Jacquelot du Boisrouvray (de), Parlement de Paris 1553, maintenue en 1669 à Rennes, Bretagne[852].
- Jacquet de Heurtaumont, Chambre des Comptes de Béarn 1670, Normandie (Perche)[853]
- James (de), extraction 1537[854], maintenue en 1654, Irlande, Bourbonnais, Angoumois.
- Javel (de) (de Villers-Farlay)[855], Chambre des Comptes de Dole 1697-1721, Franche-Comté[856].
- Jégou du Laz[857], ancienne extraction, maintenue en 1668 à Rennes, Bretagne (Poher)[858].
- Jehannot d'Huriel de Bartillat, secrétaire du roi 1665-1686, marquis d'Huriel-Bartillat en 1744, Bourbonnais[859].
- Jehannot de Penquer, ancienne extraction 1441, Bretagne (Côtes-d'Armor)[860].
- Jerphanion (de), secrétaire du roi 1718-1719, Saint-Maurice-de-Lignon en Velay[861].
- Jessé (de), - Charleval, et - Levas, ancienne extraction 1446, Languedoc (Hérault)[862].
- Joannis de Verclos (de), preuves de noblesse 1661, Comtat-Venaissin[863].
- Joly de Sailly, secrétaire du roi 1759-1774 (une branche a relevé en 1923 Nays-Candeau éteint), Montdidier en Picardie[864].
- Jouan de Kervenoaël, ancienne extraction 1426, maintenue en 1675, Bretagne (Finistère)[865].
- Jouffroy d'Abbans (de) et de Jouffroy-Gonsans, ancienne extraction 1444[866], marquis en 1707, Bourgogne, Franche-Comté[867].
- Jourda de Vaux de Chabanolle, anobli en 1678, honneurs de la cour, Velay (branche ainée)[868].
- Jourdain de Thieulloy, - de Muizon, - d'Héricourt, et - de L'Étoille, secrétaire du roi 1737-1757, Picardie (Amiens)[869]
- Jourdan de Savonnières (de), maire d'Angers 1707, maintenu en 1715, Anjou[870].
- Journu, secrétaire du roi 1781 (mort en charge la même année), Guyenne (Bordeaux)[871].
- Jouslin de Pisseloup de Noray, extraction 1539, maintenue en 1670, Berry[872].
- Jousseaume de La Bretesche, ancienne extraction 1481, marquis en 1657, Poitou (Vendée)[873].
- Joussineau de Tourdonnet (de), extraction chevaleresque 1366, maintenue en 1667[874], honneurs de la cour en 1771, 1773, et 1789[483], Limou
- Jouvencel (de), échevin de Lyon 1737, Lyonnais[847].
- Joybert (de), ancienne extraction 1445, maintenue en 1668, Champagne[875].
- Juchault des Jamonières, Chambre des Comptes de Bretagne 1583, Bretagne (Nantes)[876].
- Juglart de Lardinie (de), maintenue en 1666, Périgord.
- Jullien et Jullien de Pommerol, secrétaire du roi 1677-1699, Forez, Lyonnais[877].
- Junet d'Aiglepierre, anobli en 1598 par L.P. du roi d'Espagne Philippe II[878], Franche-Comté[879].
- Just de la Paisières, anobli en 1725 par Louis XV en faveur de Joseph Just, seigneur de Nouzières et de La Paisières (†1760), conseiller du roi[880]

- Haut – A
- B
- C
- D
- E
- F
- G
- H
- I
- J
- K
- L
- M
- N
- O
- P
- Q
- R
- S
- T
- U
- V
- W
- X
- Y
- Z

### K
- Kerautem (de), ancienne extraction 1448, maintenue en 1669 à Rennes, Bretagne (Côtes-d'Armor)[881],[882].
- Kergariou (de), extraction chevaleresque 1386, maintenue en 1669 à Rennes, honneurs de la cour, Bretagne (Trégor)[883].
- Kergorlay (de), extraction chevaleresque 1380, maintenue en 1671 à Rennes, honneurs de la cour, Bretagne (Finistère)[884].
- Kerguelen Kerbiquet (de), ancienne extraction 1413, maintenue en 1670 à Rennes, honneurs de la cour, Bretagne (Finistère)[885].
- Kerguiziau de Kervasdoué (de), ancienne extraction 1427, maintenue en 1669 à Rennes, Bretagne (Finistère)[886].
- Kerimel de Kerveno (de), ancienne extraction 1469, Bretagne[887].
- Kermabon (de), ancienne extraction 1427, Bretagne[888].
- Kermel (de), ancienne extraction 1461, maintenue en 1669 à Rennes, Bretagne (Trégor)[889].
- Kermenguy (de), ancienne extraction 1400, Bretagne (Finistère)[890].
- Kermerc'hou de Kerautem (de), - de Lesenor, et - de Rumfellec, ancienne extraction 1479, Bretagne (Finistère)[891].
- Kermoysan (de), extraction chevaleresque 1390, Bretagne (Trégor)[892].
- Kernavanois (de), ancienne extraction, maintenue en 1669 à Rennes, Bretagne (Trégor)[893].
- Kerouartz (de), extraction chevaleresque 1375, honneurs de la cour, Bretagne (Finistère)[894].
- Keroullas (de), ancienne extraction 1443, Bretagne (Finistère).
- Kerpoisson (de), ancienne extraction 1487, Bretagne (Nantais)[895].
- Kerret (de), extraction chevaleresque 1290, Bretagne (Finistère)[896].
- Kersaint-Gilly de La Ville-Colvé (de), extraction chevaleresque 1380, Bretagne (Finistère)[897].
- Kersauson (de), - de Pennendreff, et - du Vieux-Châtel, ancienne extraction 1400, Bretagne (Finistère)[847].
- Klopstein (de), r.n.f. en 1609, Mayence, Lorraine.

- Haut – A
- B
- C
- D
- E
- F
- G
- H
- I
- J
- K
- L
- M
- N
- O
- P
- Q
- R
- S
- T
- U
- V
- W
- X
- Y
- Z

## Suite de cette liste
Voir : Liste des familles de la noblesse française d'Ancien Régime (L à Z)

### Nobiliaires nationaux
- Gustave Chaix d'Est-Ange, Dictionnaire des familles françaises anciennes ou notables à la fin du XIXe siècle, Évreux, lettres A à Gau, 1903-1923, [lire en ligne]
- Arnaud Clément, Compléments au catalogue de la noblesse française de Régis Valette Compléments au catalogue de la noblesse française de Régis Valette, Academia, 2017
- Henri Jougla de Morenas & Raoul de Warren, Grand Armorial de France, 1934-1952, 7 volumes.
- Étienne de Séréville et Fernand de Saint-Simon, Dictionnaire de la noblesse française, Paris, 1975-1977, 2 vol. in-8°.
- Régis Valette, Catalogue de la noblesse française au XXIe siècle, Paris, Éditions Robert Laffont, 2007, 414 p. (ISBN 2-221-09701-7)
- Michel Authier, Alain Galbrun et Jacques Dell'Acqua, État de la noblesse française subsistante, 1973-2018, 43 volumes,  (ISBN 979-10-90452-08-4).

### Nobiliaires régionaux
Bretagne
- Henri Frotier de La Messelière, Filiations bretonnes, Imprimerie Prudhomme, Saint-Brieuc, 1912-1926, 6 tomes
- Jean de Saint-Houardon, Noblesse de Bretagne, histoire et catalogue de la noblesse bretonne subsistante, Versailles, Mémodoc, 2007, 452 p. (ISBN 978-2-914611-52-7).

Dauphiné
- Gustave de Rivoire de La Bâtie, L'armorial de Dauphiné : contenant les armoiries figurées de toutes les familles nobles & notables de cette province, accompagnées de notices généalogiques complétant jusqu'à nos jours les nobiliaires de Chorier et de Guy Allard, Lyon, impr. de L. Perrin, 1867 (lire en ligne)

Rouergue
- Hippolyte de Barrau, Documents historiques et généalogiques sur les familles et les hommes remarquables du Rouergue dans les temps anciens et modernes, Rodez, 1853-1860

Savoie
- Amédée de Foras, continué par François-Clément de Mareschal de Luciane, Armorial et Nobiliaire de l'Ancien Duché de Savoie, vol. 5, Grenoble, Allier Frères, 1863-1910 (lire en ligne).